# Ampex
Ampex — американская электротехническая и радиоэлектронная фирма, основанная Александром Понятовым в 1944 году. Название компании, AMPEX, создано основателем из сочетания собственных инициалов и английского слова «превосходство»: Alexander M. Poniatoff Excellence.
Первым большим успехом компании стал катушечный магнитофон, разработанный по заказу Бинга Кросби на основе немецкого звукозаписывающего аппарата Magnetophon. После этого Ampex быстро стала лидером в области магнитной звукозаписи, и аналоговые форматы её разработки для звуко- и видеозаписи оставались в обиходе до конца 1990-х годов. В 1950-х годах компания начинает разработку устройства для видеозаписи, которое установило студийные стандарты на десятилетия. Более поздняя разработка компании, наклонно-строчная видеозапись, сделала возможным создание домашних видеопроигрывателей. Также компанией была разработана многодорожечная запись, технология slow motion, моментальные видеоповторы и другие технологии.
Технологии магнитной записи, основной бизнес компании, начали быстро устаревать к концу 1990-х годов, и компания переключилась на разработку продуктов хранения цифровых данных. На этом рынке компания не смогла стать заметным игроком, и к середине 2000-х годов её бизнес пришёл в упадок. В октябре 2014 года единственное на тот момент осуществлявшее деятельность подразделение (Ampex Data Systems Corporation) было выкуплено компанией Delta Information Systems. В том же месяце управляющая компания Ampex Corporation прекратила всяческие операции.

## Становление
Компания Ampex Electric and Manufacturing Company была основана в 1944 году в городе Сан-Карлос (Калифорния) изобретателем российского происхождения А. М. Понятовым. Поскольку компания с названием AMP (то есть Aircraft and Marine Products) к тому моменту уже существовала, чтобы избежать совпадения, к названию была добавлена приписка «ex».
Во время Второй мировой войны Ampex была маленьким производителем высококачественных электромоторов и генераторов для радаров, в которых использовалось 5 магнитов из сплава альнико от General Electric. Первый офис компании располагался по адресу 1313 Laurel St. San Carlos California, «Howard Ave. at Laurel».
Ближе к концу войны, майор сигнального корпуса армии США Джек Маллин получил назначение исследовать эксперименты, которые проводились в Германии в области радио и электроники. Во время поездки на «Радио Франкфурт» он обнаружил аппарат Magnetophon, в котором применялось подмагничивание. Этот аппарат обеспечивал существенно более высокую точность записи, нежели обычные на то время устройства. Маллин приобрёл два таких аппарата, 50 катушек с магнитной лентой BASF Type L и отвёз их в Америку, где начал изготовление их модифицированных версий. Демонстрация этих аппаратов в Институте Радиоинженеров (одна из организаций, впоследствии сформировавших IEEE) в Сан-Франциско 16 мая 1946 года.
Бинг Кросби, большая знаменитость радиоэфира того времени, заинтересовался идеей предварительной записи своих передач. Ему не нравилась строгая дисциплина прямых эфиров, он предпочитал более расслабленную атмосферу студийной работы. Он обращался с просьбой к руководству NBC разрешить ему записать передачи сезона 1944—1945 годов на транскрипционные диски (особая форма грамзаписи, широко применяемая для записи радиоэфира с конца 1920-х до начала 1960-х годов, ввиду дешевизны производства идентичных копий относительно магнитной записи). Однако, получив от вещательной сети отказ, он решил на год отказаться от участия в прямых эфирах. В радиоэфир он вернулся крайне неохотно в сезон 1946—1947 годов, на открывшуюся к тому моменту ABC. Особенно Кросби придавало мотивации к внедрению более спокойной студийной работы по сравнению с прямыми эфирами было то, что вещательная сеть в то время требовала проведения в один день двух одинаковых передач: для жителей западного и восточного побережья. Именно последнего хотел избежать Кросби, когда обосновывал свою просьбу внедрить применение записей его передач на транскрипционные диски. Эти записи предлагалось осуществлять непосредственно во время прямого эфира, как это было впоследствии при помощи магнитофонов.
В 1947 году Маллин, желавший заинтересовать своей технологий крупные голливудские киностудии, получил возможность продемонстрировать Кросби свои модифицированные магнитофоны. Прослушав записи, Кросби сразу оценил весь потенциал этой технологии и дал указание Маллину начать подготовку к испытательной записи эфира его радиопередачи. Ampex на тот момент завершала изготовление прототипа магнитофона «Model 200», поэтому Маллин использовал первые два образца, как только они были готовы. После того как испытательный эфир благополучно завершился, ABC разрешила Кросби производить предварительную запись его передач. Кросби незамедлительно назначил Маллина своим шеф-инженером и разместил в Ampex заказ суммой в 50 000 $ на производство новых магнитофонов, коммерческую версию которых Ampex (в то время небольшая компания из 6 человек) должна была разработать на основе имеющихся прототипов.
Компания Crosby Enterprises была представителем Ampex на западном побережье до 1957 года.

## Ранние магнитофоны

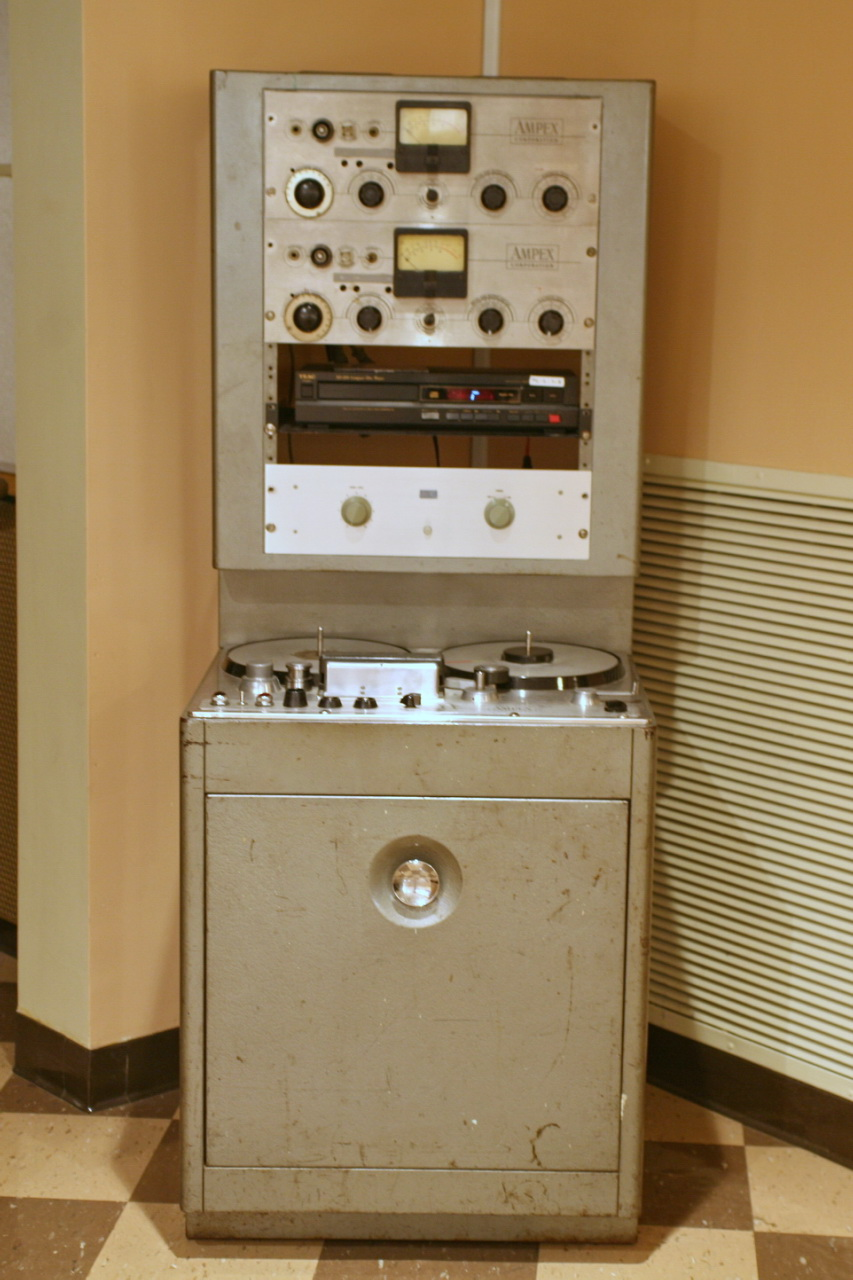
3-дорожечный магнитофон Model 300, использующий ленту шириной 1/2 дюйма (12,7 мм)

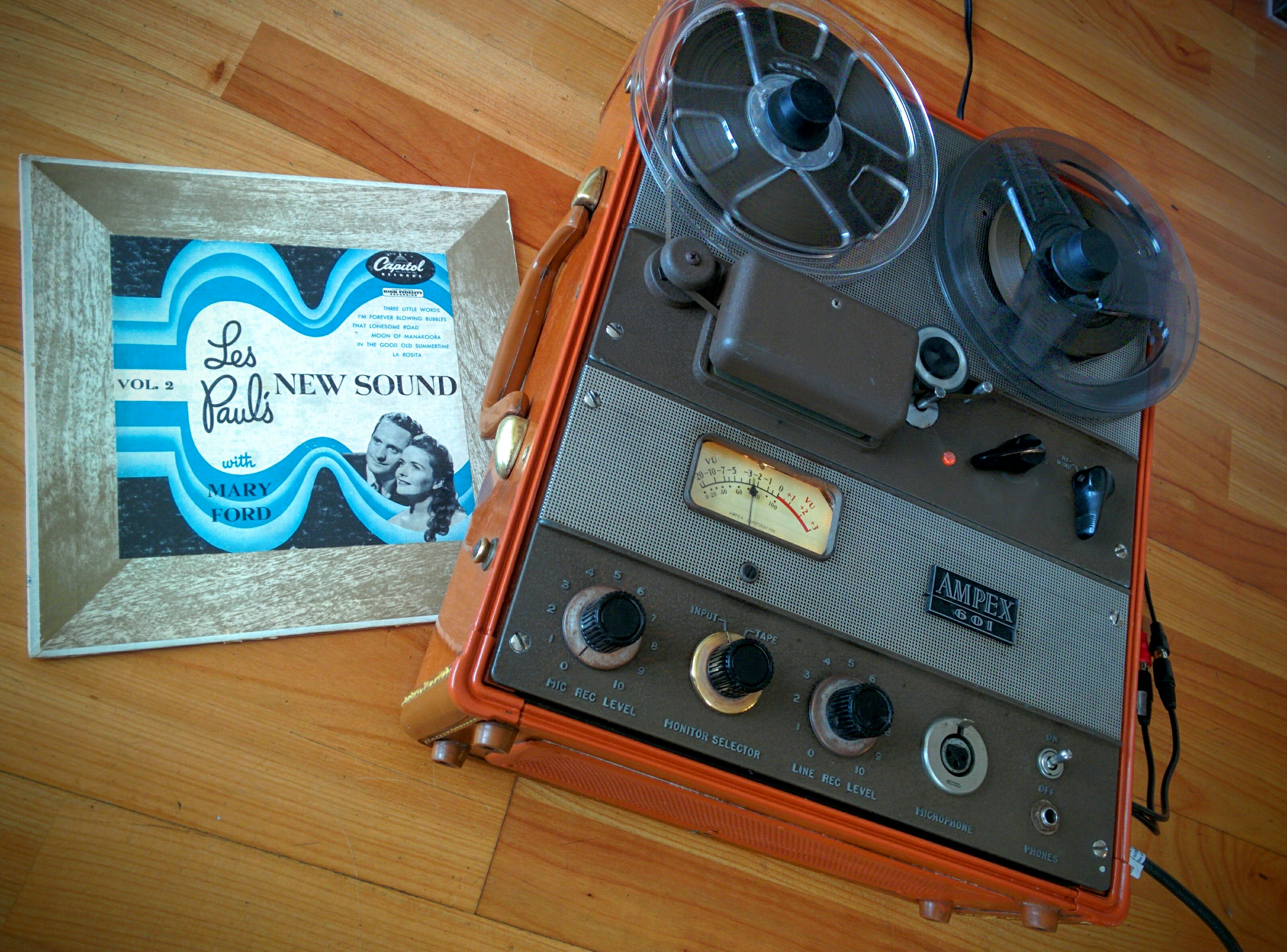
Магнитофон Ampex 601 воспроизводит запись программы «Новый звук» Леса Пола. Изготовлен прибл. в 1956 году в Редвуд-Сити, Калифорния

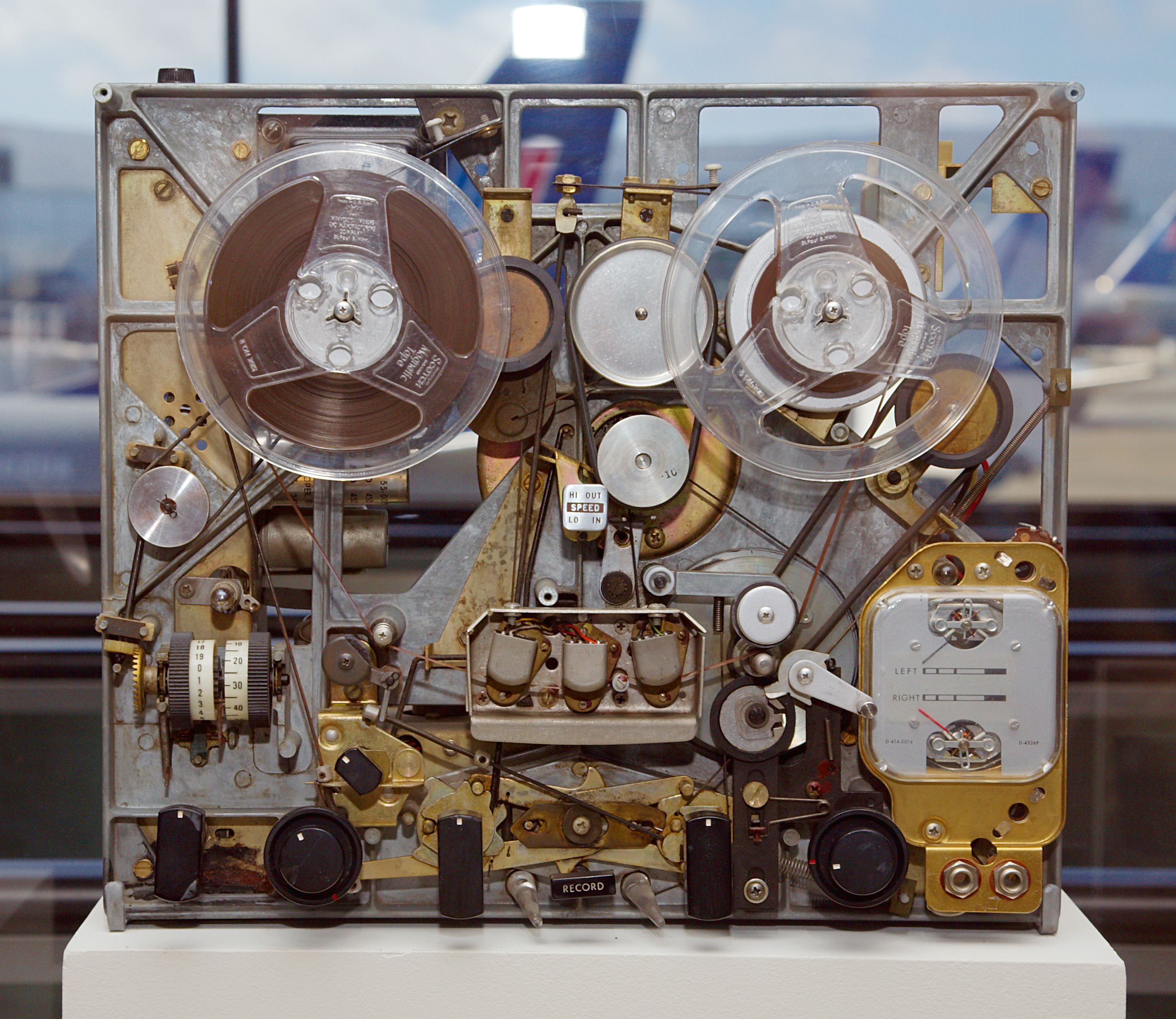
Устройство потребительского 3-головочного магнитофона Ampex Fine Line F-44. Изготовлен прибл. в 1965 году

Первый магнитофон компании, Model 200, поступил в продажу в апреле 1948 года. Первые два аппарата с заводскими номерами 1 и 2 использовались для записи «Передачи Бинга Кросби». Для записи первого в США отложенного радиоэфира на этих магнитофонах ABC использовала ацетатную ленту 3M Scotch 111, покрытую гамма-оксидом железа. Магнитофоны Ampex совершили революцию в областях радио и звукозаписи благодаря выдающемуся качеству звукозаписи и простоте использования в отличие от «токарных станков» для аудиодисков.
В течение 1950-х годов Ampex начала выпуск одно- и двухдорожечных аппаратов, работающих на магнитной ленте формата 1/4 дюйма (6,35 мм). Позднее к ним были добавлены трёх- и четырёхдорожечные модели, работающие на ленте формата 1/2 дюйма (12,7 мм). В начале 1950-х годов офис Ampex переехал в Редвуд-Сити, Калифорния. В 1959 году Ampex приобрела Orradio Industries, ставшая впоследствии Ampex Magnetic Tape Division, со штаб-квартирой в городе Оупэлайка, Алабама. Это приобретение сделало Ampex изготовителем не только магнитофонов, но и магнитных лент к ним. К концу десятилетия продукция Ampex стала весьма востребованный в студиях звукозаписи по всему миру.
В 1952 году кинопродюсер Майкл Тодд предложил Ampex разработать звуковую подсистему для кинофильмов высокой точности с магнитной звукозаписью непосредственно на киноплёнке, в отличие от типичной на то время техники, когда магнитная звукозапись осуществлялась на отдельной целлулоидной ленте. Результатом разработки стала звуковая подсистема кинематографических технологий CinemaScope и Тодд-АО, впервые использованная в фильмах Плащаница 1953 года (35 мм) и Оклахома! 1955 года (70 мм и 35 мм). В 1960 году за разработку этой технологии Ampex была удостоена премии 2 класса на церемонии вручения премии Оскар Киноакадемии США за выдающиеся научно-технические достижения.
Лес Пол, друг Кросби и частый гость в его передачах, в это же время проводил эксперименты с переозвучиванием записей на аудиодисках. От Кросби он получил переносной магнитофон Ampex Model 200A. С его помощью Лес Пол смог осуществить запись типа «звук на звук». Для этого он поместил дополнительную головку воспроизведения перед типовым блоком головок стирания, воспроизведения и записи. Это позволило ему вести новую запись одновременно с воспроизведением старой, которые смешивались в новой записи. Это — деструктивный процесс, поскольку старая запись при этом заменялась новой.

## Профессиональные 8-дорожечные магнитофоны
Во второй половине 1950-х годов в Ampex был создан ряд многодорожечных магнитофонов, обеспечивающих запись 8 дорожек на магнитную ленту шириной 1 дюйм (25,4 мм). Куратором этого проекта был Росс Снайдер, менеджер по особым продуктам Ampex. Снайдер разработал технологию селективной синхронной записи, положенную в основу работы многодорожечного магнитофона, которая заключалась в том, что воспроизведение могло осуществляться с некоторых дорожек, тогда как на остальные могла осуществляться запись. Это позволяло достичь синхронности вновь записываемого материала с ранее записанным. Первый подобный аппарат ценой в US $ 10 000 был установлен Дэвидом Сарсером в домашней студии звукозаписи Леса Пола.
В ответ на увеличение спроса в 1967 году Ampex наращивает производство 8-дорожечных магнитофонов, выпустив модель MM 1000. Как и в ранних аппаратах, в этом также использовалась лента шириной 1 дюйм (25,4 мм).

## 16- и 24-дорожечные магнитофоны

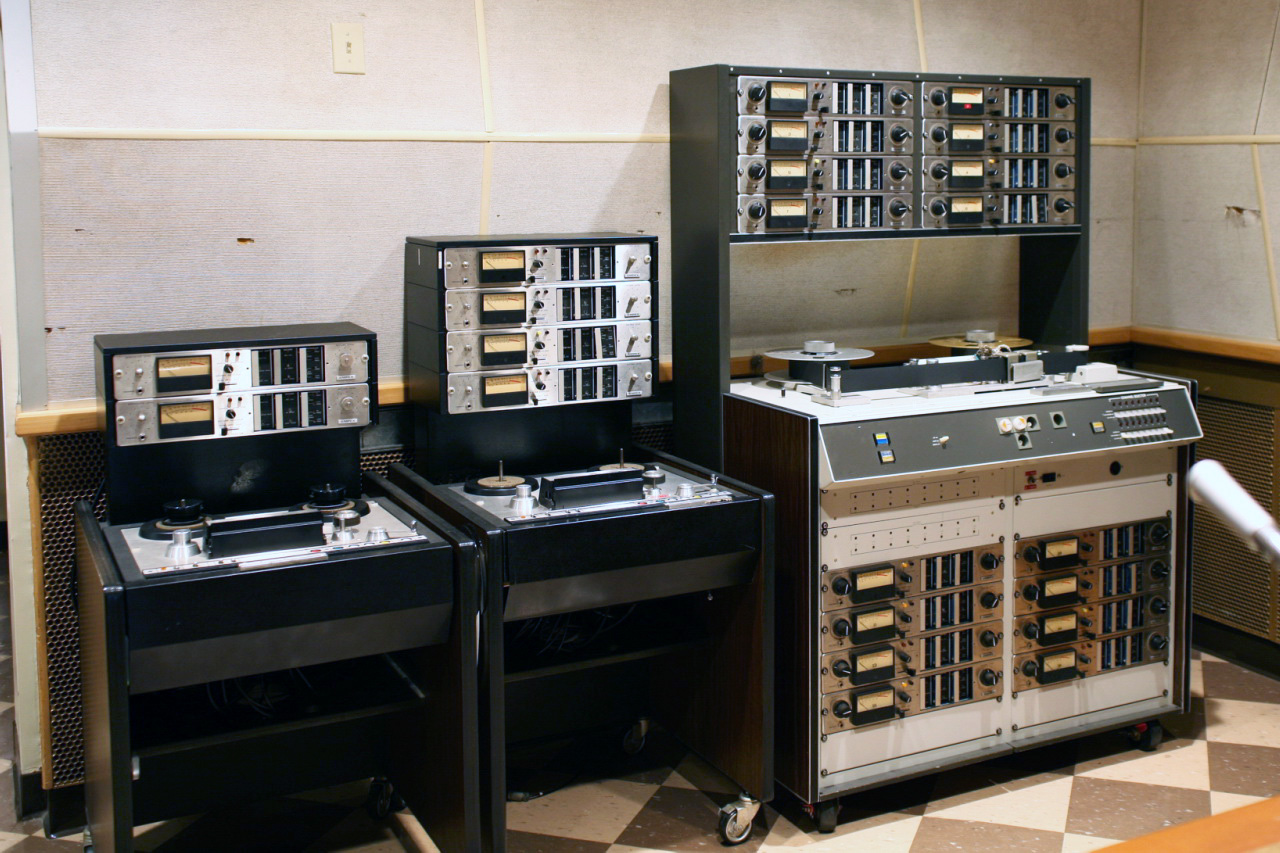
Магнитофоны Ampex 440 (2-дор., 4-дор.) и 16-дор. MM 1000

В 1966 году по заказу от Mirasound Studios из Нью-Йорка Ampex изготавливает свой первый 16-дорожечный магнитофон — модель AG-1000. В 1967 году Ampex предлагает 16-дорожечную версию модели MM 1000, которая стала первым 16-дорожечным звукозаписывающим аппаратом на массовом рынке профессиональной техники. Обе модели использовали ленту шириной 2 дюйма (50,8 мм), позаимствованную у отдела видеомагнитофонов. 16-дорожечные аппараты MM 1000 быстро стали культовыми за их огромную гибкость, надежность и выдающееся качество записей. Это стало началом так называемого «золотого века» широкоформатных многодорожечных аналоговых магнитофонов, закончившегося во второй половине 1990-х годов. В 1968 году компания MCI создаёт и устанавливает в TTG Studios в Лос-Анджелесе первый 24-дорожечный магнитофон, также использующий 2-дюймовую (50,8 мм) ленту. Магнитофоны Ampex, изготовленные в 1969 году и позднее также обеспечивали 24-дорожечную запись на 2-дюймовой (50,8 мм) ленте. В дополнение к этому внедрение адресно-временного кода позволило студиям запускать множество аппаратов с отличной синхронизацией, что в известном смысле снимало ограничение на число одновременно воспроизводимых дорожек.
К началу 1970-х годов Ampex начинает испытывать существенное усиление конкуренции со стороны швейцарской компании Studer и некоторых японских, например, Otari и Sony (купившей торговую марку MCI в 1982 году). В 1979 году Ampex выпускает свой наиболее передовой 24-дорожечный магнитофон ATR-124, который получил признание многих как лучший аппарат в своём классе. ATR-124 имел надежную конструкцию и обеспечивал настолько высокое качество записи, что мог конкурировать с ранними образцами цифровой звукозаписывающей техники. Несмотря на это, продажи ATR-124 не были выдающимися из-за чрезмерно высокой цены. Всего было продано от 50 до 60 устройств ATR-124, после чего Ampex ушел с рынка профессиональной звукозаписывающей аппаратуры в начале 1983 года.

## 1990-е годы
К началу 1990-х годов Ampex переключилась на разработку видеомагнитофонов, контрольно-измерительных приборов и регистраторов данных. В 1991 году права на серию профессиональной звуковой аппаратуры были проданы Sprague Magnetics. Подразделение по выпуску магнитных лент, Ampex Recording Media Corporation, в 1995 году выделилось в отдельную компанию Quantegy Inc., которая позже прекратила выпуск магнитных лент.

## Технологии видеозаписи

### Поперечно-строчная запись

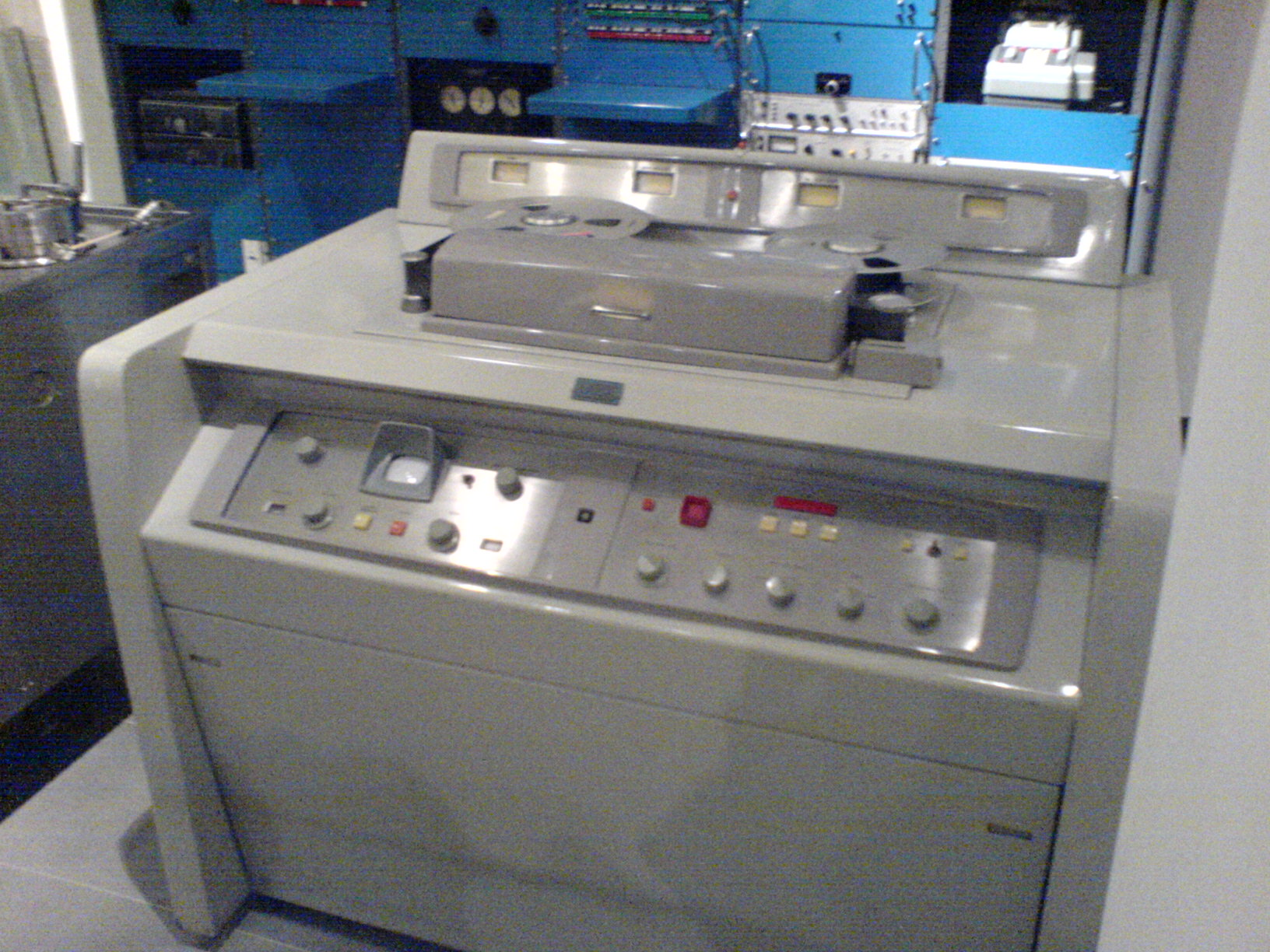
Видеомагнитофон Ampex VR-1000A (1950-е гг.)

Начиная с начала 1950-х годов RCA, Бинг Кросби и другие осуществляли попытки осуществить аналоговую видеозапись на движущуюся с высокой скоростью магнитную ленту. Тем не менее уже в 1952 году Ampex предложила и начала разрабатывать способ записи при помощи вращающейся головки на относительно медленно движущуюся ленту. В 1953—1954 годах появились рабочие прототипы, а в начале 1956 года группа, руководимая Чарльзом Гинсбургом, собрала первый видеомагнитофон, пригодный для реального применения. Молодой 19-летний инженер Рэй Долби был одним из этой группы. Первый видеомагнитофон VR-1000, использующий 2-дюймовую (50,8 мм) магнитную видеоленту, Ampex представила 14 апреля 1956 года Национальной ассоциации вещателей в Чикаго. Первой отложенной во времени телевизионной программой, записанной на новой системе видеозаписи от Ampex, стала передача «Douglas Edwards and the News» от 30 ноября 1956 года на канале сети CBS.
БВГ состоял из четырёх головок, размещённых на узком барабане, который вращается с частотой 14 400 об./мин. при стандарте вещания M. Четыре головки, последовательно переключаясь, записывают построчно фрагменты видеоинформации на магнитную ленту (преимущественно в центральной части ленты, края же использовались для звукозаписи, а также записи сигналов синхронизации и других служебных данных), таким образом скорость записи на магнитную ленту существенно превышает «физическую» скорость протяжки ленты. Видеоинформация записывалась вертикальными строчками, то есть поперек ленты шириной 2 дюйма (50,8 мм) при скорости лентопротяжного механизма в 15 дюймов в секунду (38,1 см/с). На запись полного кадра тратится 16 строчек. Такая конструкция позволяла записывать на катушку видеоплёнки часовую телепрограмму. В 1956 году одна катушка видеоплёнки стоила 300 USD, тогда как свой видеомагнитофон Ampex предлагала по цене в 45 000 USD. Позднее скорость ленты удалось снизить до 7,5 дюймов в секунду (19,53 см/с), для чего требовался новый БВГ уменьшенного диаметра. Вертикальное расположение строчек записи значительно облегчало процесс монтажа и склейки ленты, особенно после того как в контрольную информацию была введена метка, указывающая на место окончания одного кадра и начала следующего. Позднее Ampex разработала способ электронного монтажа.
За эту разработку в 1957 году американская Национальная Академия Телевидения вручила Ampex первую премию Эмми. Всего Ampex был удостоен премии Эмми 12 раз за технические достижения в области видеозаписи.
В 1959 году Ричард Никсон и Н. С. Хрущёв спорили на кухонных дебатах, которые проводились на кухне в модели американского пригородного дома. Запись дебатов велась на цветной видеомагнитофон Ampex, что позволило Никсону по ходу дебатов привести это как один из примеров превосходства американских технологий.

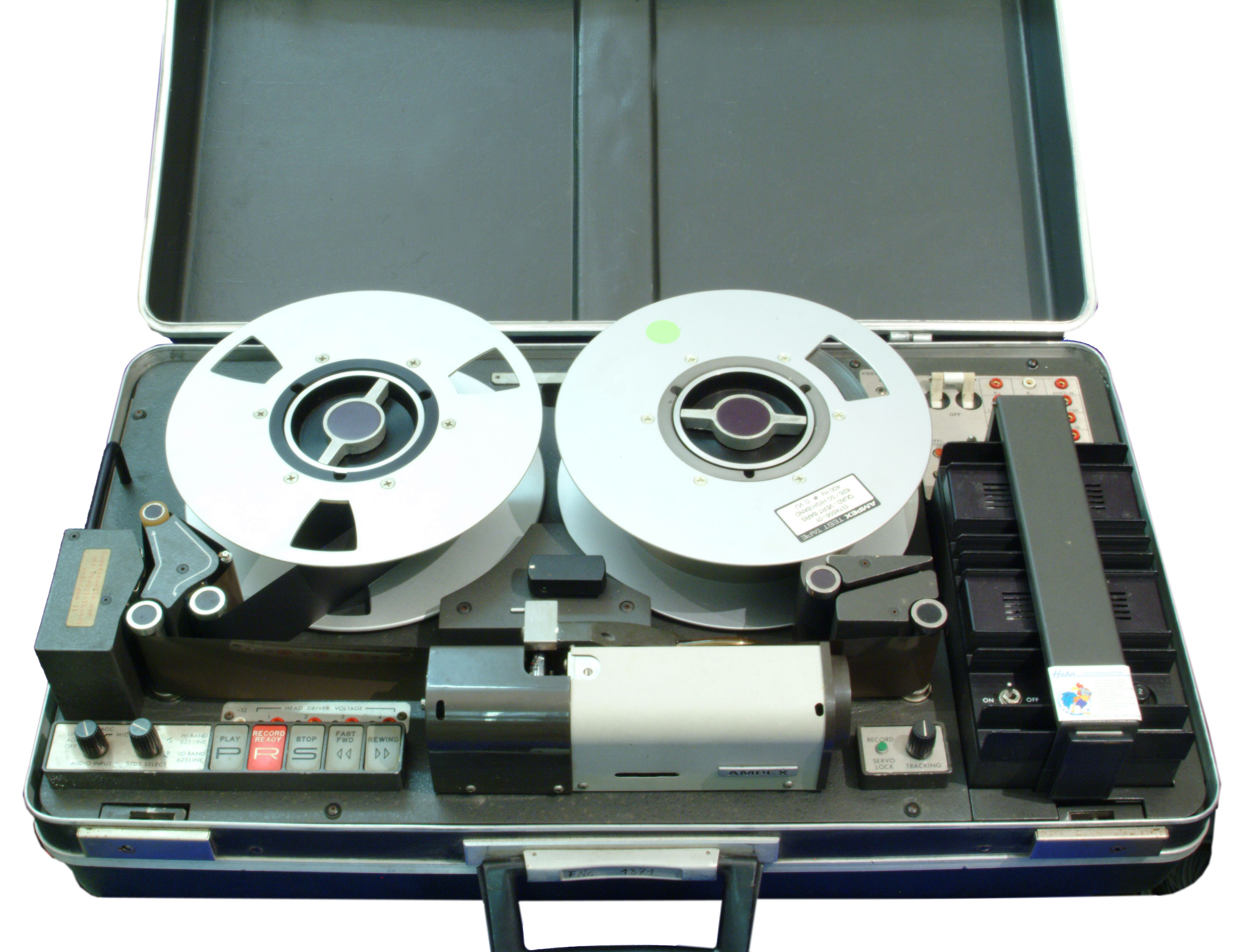
AMPEX VR-3000 (1967)

В 1967 году Ampex представил переносную модель видеомагнитофона VR-3000, которая осуществила революцию в телевидении, позволив осуществлять видеозапись студийного качества вне специально подготовленного помещения и без необходимости использования длинных кабелей и тяжелых вспомогательных транспортных средств (ранее для выездной видеозаписи применялись смонтированные в автобусах передвижные студии). Качественную видеозапись теперь можно было осуществлять где угодно: в самолётах, в вертолётах, на судах и т. д.
Поперечно-строчная видеозапись доминировала в вещательной индустрии четверть века. Лицензия на этот формат была выдана RCA, которая использовала его в своих «телевизионных видеомагнитофонах». Изобретение Ampex перевернуло телевизионную индустрию, устранив при вещании сдвинутых во времени программ процесс кинорегистрации видео, требовавший использования киноплёнки. Несмотря на более низкое качество и быстрый износ, в архивах с предпочтением относились к материалам на киноплёнках, а потому процесс кинорегистрации оставался в широком употреблении ещё несколько лет, дублируя видеозапись (в провинциальных низкобюджетных телестудиях кинорегистрация держалась дольше, но лишь по причине низкой цены). Видеомагнитофон Ampex облегчил задержку вещания по часовым поясам, теперь вещательные сети могли выводить телепрограммы в эфир в одно время в разных часовых поясах. Ampex оформили права на торговую марку «video tape» («видеолента»), из-за чего их конкурент RCA называл свои магнитные носители «TV tape» или «television tape» («телевизионная лента»). Оба эти термина постепенно потеряли связь со своими авторами, и теперь употребляются в нейтральном смысле повсеместно.
Несмотря на то, что поперечно-строчная видеозапись сама по себе уже не используется, её принцип лег в основу технологии наклонно-строчной видеозаписи, присутствовавшей практически во всех аппаратах видеозаписи, например, в таких потребительских форматах как VHS и менее успешный Betamax от Sony (профессиональный формат Betacam от Sony наоборот, оказался очень успешным и имел увеличенную скорость рабочего хода ленты в сравнении с Betamax для улучшения качества изображения).
Одним из ключевых инженеров в Ampex при разработке видеомагнитофона с поперечно-строчной видеозаписью был Рэй Долби, работавший вместе с Чарльзом Гинзбургом. Впоследствии Долби уволился и основал компанию Dolby Laboratories, первой занявшейся проблемами шумопонижения. Вклад Долби в систему видеозаписи был ограничен математическим аппаратом, описывающим ЧМ-модулятор реактивной лампы, поскольку видеомагнитофоны Ampex использовали ЧМ-модуляцию записываемого видеосигнала. Другой его вклад — сам по себе принцип работы ЧМ-модулятора. Долби уволился из Ampex для соискания ученой степени доктор философии по физике (аналог степени кандидата физико-математических наук) в Великобритании, где позже была зарегистрирована Dolby Laboratories, до переезда Долби назад в Сан-Франциско. Дейл, брат Долби, также был инженером в Ampex.

### Дисковые рекордеры «ускоренной» съёмки HS-100 и HS-200

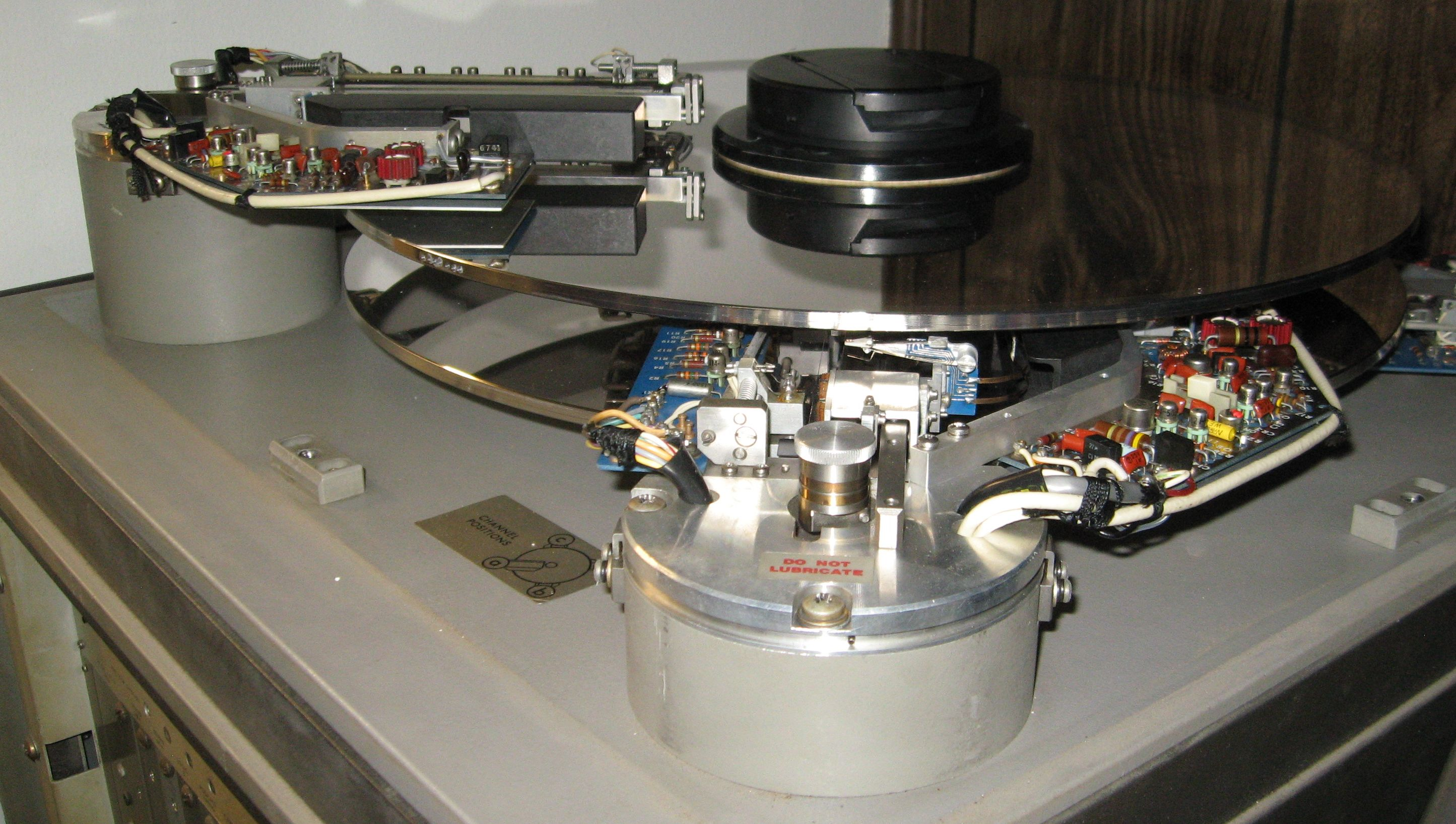
Привод и узел чтения-записи магнитного диска HS-100

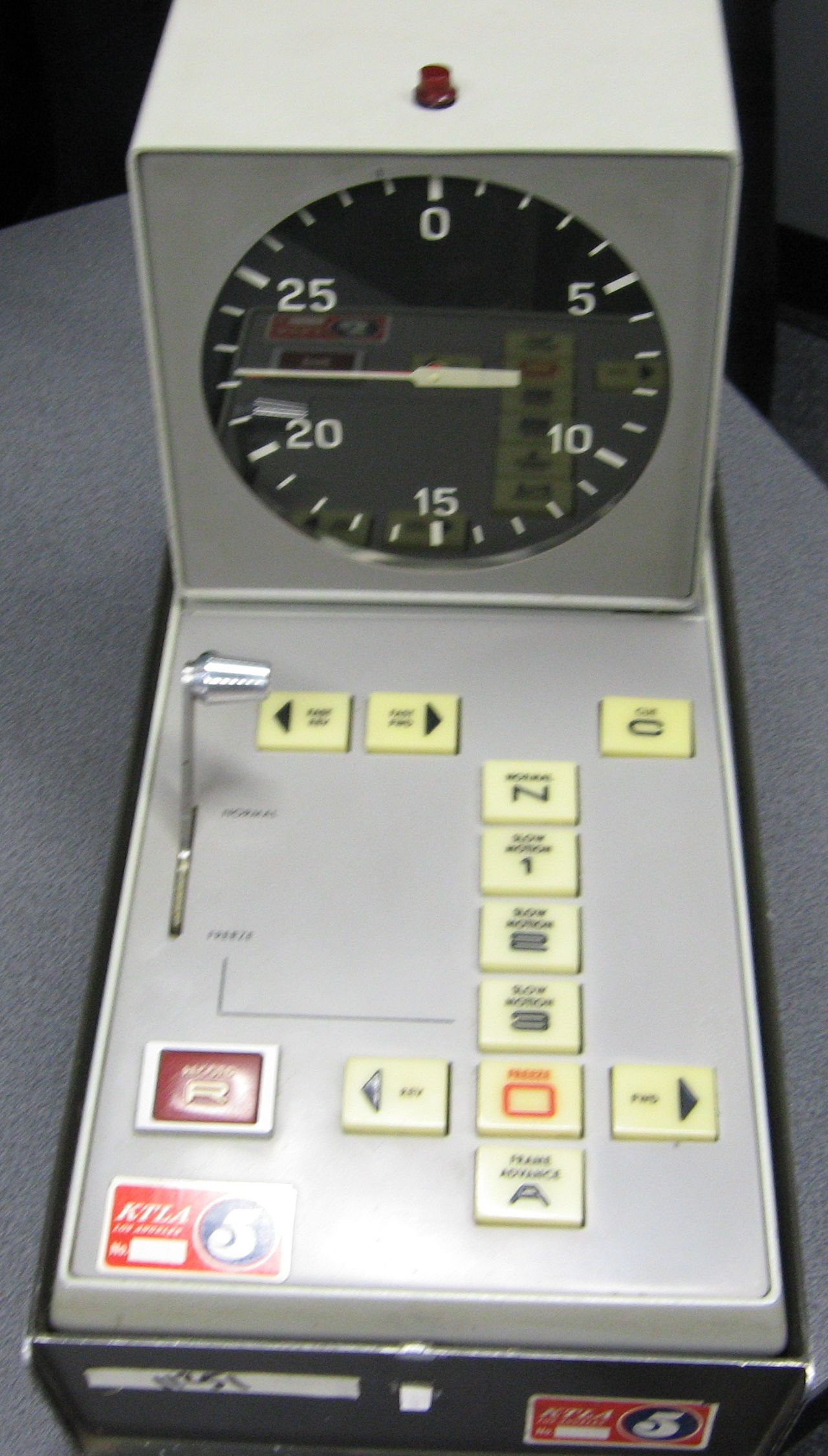
Органы управления устройством Ampex HS-100

В марте 1967 года Ampex представила дисковый рекордер модели HS-100. Устройство было разработано по требованию вещательной сети ABC для улучшения трансляции спортивных соревнований. Первый эфир с использованием HS-100 состоялся 18 марта 1967 года, это была трансляция лыжного спорта «World Series of Skiing» из области Вейл, Колорадо на канале Wide World of Sports сети ABC. Запись осуществлялась на аналоговый магнитный диск. Диск имел массу 5 фунтов (2,3 кг) и вращался с частотой 60 об./с при стандарте вещания M (50 об./с при прочих, то есть скорость вращения равна количеству полукадров в секунду). Объём одного диска позволял осуществить запись продолжительностью 30 с в M и 36 с в прочих стандартах. Запись впоследствии можно быть воспроизвести с замедлением, приостановить воспроизведение или вывести стоп-кадр.
Более совершенная версия, HS-200, появилась в 1971 году и комплектовалась большим пультом управления, что позволяло осуществлять точную настройку скорости воспроизведения. Эта функция сделала аппарат хорошо подходящим для демонстрации мгновенных повторов при трансляции спортивных соревнований, а высокая точность управления скоростью была полезной на этапе постпроизводственной обработки. Эта возможность впервые была применена в сети CBS при трансляции спортивной передачи, но очень быстро распространилась и в других американских вещательных телевизионных сетях. HS-200 представлял собой HS-100 с подключённым к нему пультом управления, обладал высокой точностью в управлении кадрами и синхронизацией и предназначался для таких постпроизводственных этапов как наложение спецэффектов и титров. В HS-200 был встроен высокоточный счётчик кадров, что позволяло выполнять высокоточный покадровый монтаж, нивелируя переходы, вносимые видеомикшером с двумя входами. Вставки с ускоренными фрагментами также можно было запрограммировать для вызова внешней командой управления, которая могла поступить с внешнего аппарата для монтажа видео, например, Ampex VR-2000 VTR с аппаратурой Editec. HS-200 стала первой системой, обладающей возможностью покадровой видеозаписи, используя магнитные диски вместо магнитной ленты. Также это устройство имело функцию вызова и отображения кадра по его особому кадровому номеру, при этом для M-версии было доступно до 900 кадров. Имелась возможность запрограммировать последовательность воспроизведения, начиная с любого из этих 900 кадров, с точной повторяемостью кадров для возможности тонкого задания начальной и конечной точек воспроизведения.

### Наклонно-строчная видеозапись

#### VR-8000
В 1961 Ampex представила VR-8000, свой первый видеомагнитофон с наклонно-строчной видеозаписью, в котором для записи использовалась магнитная лента шириной 2 дюйма (50,8 мм).

#### Формат А
Стандарт однодюймовой (25,4 мм) магнитной ленты формата А, разработанный Обществом инженеров кино и телевидения, с лентой в открытых катушках использовался в видеомагнитофоне с наклонно-строчной видеозаписью, разработанном Ampex в 1965 году. Это был один из первых стандартизованных форматов магнитной ленты шириной 1 дюйм (25,4 мм), большинство подобных форматов этого размера того времени были проприетарными.

#### Формат Ц
Однодюймовая (25,4 мм) магнитная лента формата Ц, также разработанная Обществом инженеров кино и телевидения, была профессиональным стандартом ленты в открытых катушках, разработанным совместно с Ampex и Sony, и представленный последними в 1976 году. Он стал заменой для форматов с поперечно-строчной видеозаписью в области профессиональной обработки видео и для телевизионных вещательных сетей.

### Цифровая видеозапись

#### D-2
Цифровой формат видеозаписи D-2 разработан Ampex и рядом других производителей на основе стандартов Общества инженеров кино и телевидения и был представлен Национальной ассоциации вещателей в 1988 году как более дешёвая альтернатива формату D-1. Как и в D-1, в D-2 не используется сжатие видео, однако уменьшение занимаемого места на носителе и других затрат достигается посредством записи непосредственно на магнитную ленту выборки полного композитного видеосигнала, кодированного в NTSC или PAL, а не компонентного как в случае с D-1. Также этот формат известен как «цифровой композитный».

#### DCT и DST

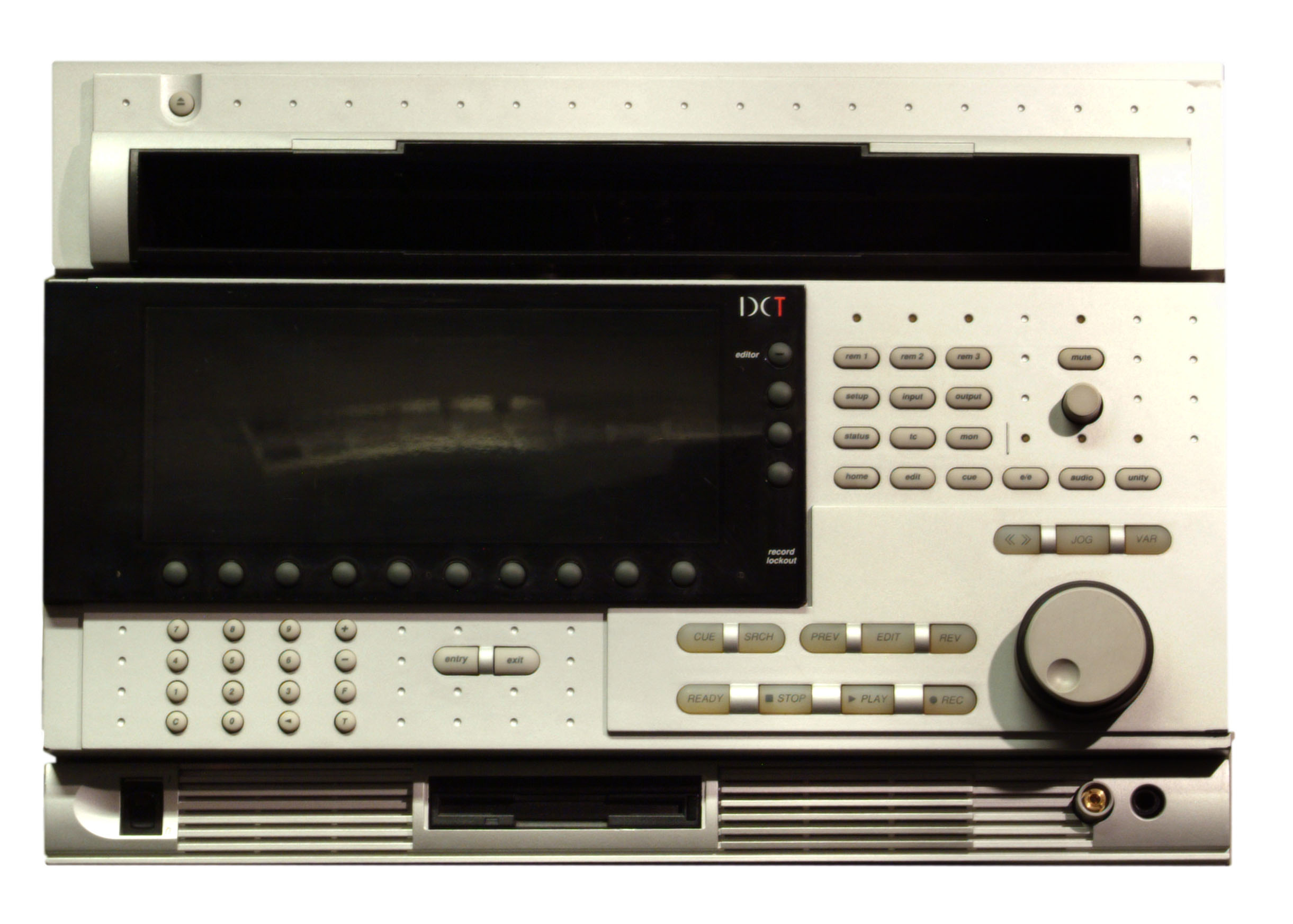
Ampex DCT-1700D (1992)

DCT (Digital Component Technology, англ. цифровая компонентная технология) и DST (Data Storage Technology, англ. технология цифрового хранилища) — это видеомагнитофон и устройство хранения данных соответственно, разработанные Ampex в 1992 году. Оба они близки к видеоформатам D-1 и D-2, используют магнитную ленту шириной 19 мм (3/4 дюйма), кроме того в них применяется сжатие данных по технологии DCT (discrete cosine transform, англ. дискретное косинусное преобразование).
Форматы DCT и DST обеспечивали относительно большую вместительность и скорость как для данных, так и для видео. Хранилища данных DST двойной вместительности были представлены в 1996 году. Последнее поколение этих продуктов было представлено в 2000 году и предлагало в четыре раза большую вместительность. Устройство являлось большим картриджем, вмещающим до 660 Гб данных.

## Основные этапы развития
- 1948 год: эфир первой в США радиопередачи с задержкой при помощи магнитофона Ampex Model 200.
- Май 1949 года: представлен магнитофон Model 300 с улучшенными характеристиками магнитной головки, привода и лентопротяжного механизма.
- 1950 год: представлен более дешёвый магнитофон Model 400 профессионального уровня, вскоре заменённый на Model 400А, ставший логическим предшественником Model 350.
- 1950 год: представлен первый «специальный» приборный регистратор Model 500 для нужд ВМС США.
- Апрель 1953 года: представлен магнитофон Model 350 в качестве замены Model 400 и Model 400А. Магнитофоны Model 350 имели более простую и надежную конструкцию. Выпущена четырёхдорожечная система воспроизведения стереозвука для формата 35 мм CinemaScope.
- Май 1954 года: представлен переносной магнитофон Model 600, пригодный для мастеринга. Также представлены высокоскоростные аппараты копирования Model 3200…3300.
- 1954 год: в звукозаписывающей студии Sun Studios в Мемфисе, оборудованной катушечными магнитофонами Ampex, записал свою первую песню «That’s All Right» никому неизвестный водитель грузовиков Элвис Пресли. В том же году Ampex представила первый многодорожечный магнитофон, созданный на основе технологии многодорожечного хранения данных.
- 1955 год: выпущены четырёх- и шестидорожечные системы Тодд-АО 35 мм и 70 мм, а также внесены улучшения в ранее выпущенный четырёхдорожечный формат 35 мм.
- 14 апреля 1956 года: Национальной ассоциации вещателей в Чикаго представлен видеомагнитофон Ampex VRX-1000 (позднее переименованный в Mark IV). Это был первый видеомагнитофон, приспособленный для практического применения, что многие оценивают как большой технологический прорыв. Первый отложенный эфир с использованием данной модели был проведен 30 ноября 1956 года из Лос-Анджелеса, Калифорния, передача называлась Douglas Edwards and The News.
- Март 1957 года: Ampex удостоена премии Эмми за изобретение видеомагнитофона.
- 1958 год: регистраторы данных и магнитные ленты производства Ampex выбраны NASA для использования практически во всех полётах в космос США.
- 1959 год: кухонные дебаты Никсона и Хрущева записываются на оборудование Ampex. Этот факт был отмечен Никсоном как пример развития технологий в США.
- 1960 год: Ampex удостоена премии Оскар Киноакадемии США за технические достижения.
- Январь 1961 года: в Ampex разработана наклонно-строчная видеозапись. Эта технология обусловила появление сектора потребительских видеомагнитофонов. Она используется во всех современных видеомагнитофонах.
- 1963 год: технологии Ampex использованы для повтора отснятого в прямом эфире убийства, совершенного Ли Харви Освальдом.
- 1963 год: кроме того Ampex разработала технологию электронного монтажа Editec, позволяющего монтажёрам вещательных сетей осуществлять покадровый монтаж, что упрощало работу с магнитной лентой, а также позволяло добавлять анимированные эффекты. Эта система стала примером для всего подобного оборудования впоследствии.
- 7 декабря 1963 года: впервые на телевидении были использованы мгновенные повторы при трансляции военно-морских игр, задуманных и срежиссированных Тони Верна.
- Апрель 1964 года: представлен видеомагнитофон широкого диапазона VR-2000, впервые обеспечивающий уровень точности цветопередачи, требуемый для высококачественных цветных трансляций.
- Февраль 1965 года: представлены видеомагнитофоны с замкнутой цепью VR-303 и VR-7000.
- Май 1965 года: представлен магнитофон AG-350, созданный полностью на транзисторах.
- Июнь 1965 года: представлен видеомагнитофон VR-660B, продвинутая версия VR-660 и замена для VR-660 и 1500.
- Ноябрь 1965: представлен компактный переносной видеомагнитофон с закрытой цепью VR-7000.
- В течение 1966—1967 годов: устройства Ampex FR-900 в рамках программы Лунар орбитер использовались для получения первых в истории снимков Земли и Луны. В 2009 году два устройства были подвергнуты восстановлению в ходе проекта LOIRP.

| Первая фотография Земли, снятая с Луны. Слева - оригинальная фотография, справа - восстановленная по проекту LOIRP. |

- 1967 год: дисковые рекордеры Ampex HS-100 использованы во время трансляции соревнований в программе World Series of Skiing на канале ABC для замедленного воспроизведения горнолыжного спуска. Это первый случай использования замедленного мгновенного повтора при трансляции спортивных соревнований.
- 1968 год: представлен первый полностью переносной видеомагнитофон VR-3000, перевернувший телевизионную индустрию. Впервые они использовались во время трансляции Олимпиады 1968 года в Мехико для следования за бегунами.
- 1969 год: представлена технология «Videofile» («видеофайл»), до сих пор использующаяся в Скотленд-Ярде для хранения и поиска отпечатков пальцев.
- 1970 год: Ampex основывает собственную звукозаписывающую студию Ampex Records. Наивысшим успехом студии стала запись песни «We Gotta Get You A Woman» Тоддом Рандгреном, достигшей 20-й позиции в хит-парадах в 1970 году.
- 1972 год: представлено устройство ACR-25, автоматизированную роботизированную систему для записи и воспроизведения телевизионной рекламы. Каждый рекламный клип записывался на отдельный картридж. Далее картриджи загружались в большую поворотную карусель. При помощи сложного механизма и вакуумной пневматики машина загружала и выгружала в течение 8-секундных циклов картриджи с клипами длиной не более 61 секунд. Это избавило телевизионные станции от необходимости загружать вручную клипы в аппаратуру в реальном времени или пускать в эфир предварительно смонтированные катушки с клипами. Также устройство ACR-25 было востребовано телевизионными службами новостей, так как обеспечивало случайный выбор новостных сюжетов. Устройство ACR-25 состояло из системы сигналов, сервоприводов и отсчёта времени AVR-1, а также пульта управления машинным программированием, разработанным инженером Ampex Э. Стенли Бабси. Оба устройства имели время блокировки в 200 миллисекунд, в отличие от промышленного стандарта времени подмотки в 5 секунд. Это было достигнуто благодаря применению оптико-вакуумных сервоприводов, обеспечивающих управление вакуумным захватом малых инерциальных масс, а также интеллектуальные сервоприводы, способные обеспечивать вертикальный поворот с горизонтальной скоростью, а также коррекцию временной шкалы с окном в 64 микросекунды (для сравнения, у устройства VR-2000 окно было в 5 микросекунд).
- 1978 год: графическая система Ampex Video Art (AVA) используется в прямом эфире художником Лероем Ниманом во время трансляции соревнований по американскому футболу Super Bowl XII.
- 1982 год: представлены система хранения данных DST (высокопроизводительные системы массового хранения данных, способные хранить информацию объёмом в половину библиотеки Конгресса на площади в 2 м²), а также устройство DCT, первая компонентная цифровая система для постпроизводства, использующая сжатие данных для сохранения высококачественных изображений.
- 1983 год: представлен кассетный цифровой регистратор DCRS, предлагающий хранение на одной компакт-кассете объём, хранимый на 16 цифровых или 8 измерительных катушках DDR. Также на регистраторах DCRsi впервые использована технология кодирования данных максимально возможная вероятность частичного ответа (en:Partial-response maximum-likelihood).
- 1985 год: представлены системы регистрации данных и самописцы с двумя коммуникационными портами DIS 120i и DIS 160i. Это первое устройство, способное в реальном времени сохранять приборные данные и на том же устройстве преобразовывать данные и пересылать в компьютерное окружение по второму порту посредством протокола SCSI.
- 2005 год: Ampex удостоена в 12-й раз премии Эмии за изобретение цветной записи и воспроизведения в режиме slow motion. Также в список Lifetime achievement awards были внесены члены групп разработки, создавшие видеомагнитофон, во время своей работы в Ampex: Чарльз Андерсен, Рэй Долби, Шелби Хендерсон и позднее присоединившиеся Чарльз Гинзбург и Алекс Мэйкси.

## Деградация магнитной ленты
Некоторые мастер-ленты и иные записи, в основном изготовленные в течение 1970—1980-х годов, испытывают деградацию по типу так называемого «синдрома липкости-осыпания»: связующее вещество со временем разлагается, что приводит к отслаиванию магнитного покрытия от основания ленты. Следствием данной проблемы может являться прилипание рабочего слоя ленты к обратной стороне следующего витка в катушке, из-за чего вероятен отрыв магнитного лака от лавсановой основы и пропадание сигнала фонограммы при воспроизведении. Кроме того, магнитный слой может налипать на магнитных головках, ведущем вале или направляющих стойках при прохождении повреждённой ленты через них, что приводит к постепенному нарастанию искажений при воспроизведении.
По различным данным, деградации подвержены различные типы магнитных лент (как правило, имеющих обратное покрытие чёрного цвета), в том числе и ленты производства Ampex.
Для возможности восстановления лент в описанном состоянии Ampex получила патент U.S. Patent 5 236 790 («как правило, нагрев производится до 54 °C (129 °F) в течение 16 часов»), что позволяет воспроизвести запись с ленты ещё раз для копирования на другой носитель. Деградации подвержены ленты типов 406/407, 456/457 и 2020/373.

## История наименований компании
- 1959 год: Ampex приобретает Orradio Industries, которая становится частью компании под названием Ampex Magnetic Tape Division.
- 1995 год: из Ampex выделено в отдельную компанию подразделение Ampex Recording Media Corporation. Эта компания получила название Quantegy, Inc., переименованная впоследствии в Quantegy Recording Solutions.
- Январь 2005 года: после подачи заявления о банкротстве Quantegy закрывает своё производство в городе Опэлайка.[20]
- Октябрь 2014 года: подразделение Ampex Data Systems Corporation продано компании Delta Information Systems, но при этом сохраняет право на торговую марку Ampex.

## Студия звукозаписи
Компания Ampex Records была зарегистрирована в 1970 году. Лучшим успехом компании стала запись песни «We Gotta Get You A Woman» Тоддом Рандгреном, достигшая 20-й позиции в хит-параде Billboard Hot 100. Также Ampex Records создала два подразделения — Bearsville Records и Big Tree Records. Студия была закрыта в 1973 году, однако Bearsville и Big Tree переключились на распространение продукции Warner Bros. Records и Bell Records соответственно. Позднее Big Tree была поглощена Atlantic Records.

## Современное состояние
У Ampex Corporation, управляющего подразделения компании, более нет работников. В промежутке между мартом и октябрём 2014 года Ampex Corp. подала заявление о реорганизации согласно главе 11 Кодекса США о банкротстве, и отказалась от своих оставшихся обязательств 14 октября 2014 года.
Некоторые бывшие подразделения Ampex Corporation, Ampex Data Systems Corporation, Ampex Data Systems International и Ampex Japan Ltd, продолжают работать как часть компании Delta Information Systems, являясь изготовителями защищённых систем регистрации параметров для аэрокосмических и военных применений. Ранее эти подразделения производили системы хранения данных как для вещательных сетей, так и для специальных применений.
Технологии Ampex работы с видео в настоящее время устарели, однако остались тысячи устройств с поперечно-строчной записью. Устройства, находящиеся в рабочем состоянии, используются для копирования архивных записей на современные типы носителей.
Ampex Corporation поддерживала «Музей магнитной записи Ampex» (Ampex Museum of Magnetic Recording), основанный Питером Хэммаром в 1982 году. В 2001 году экспозиция этого музея была передана Стэнфордскому университету.

## Галерея

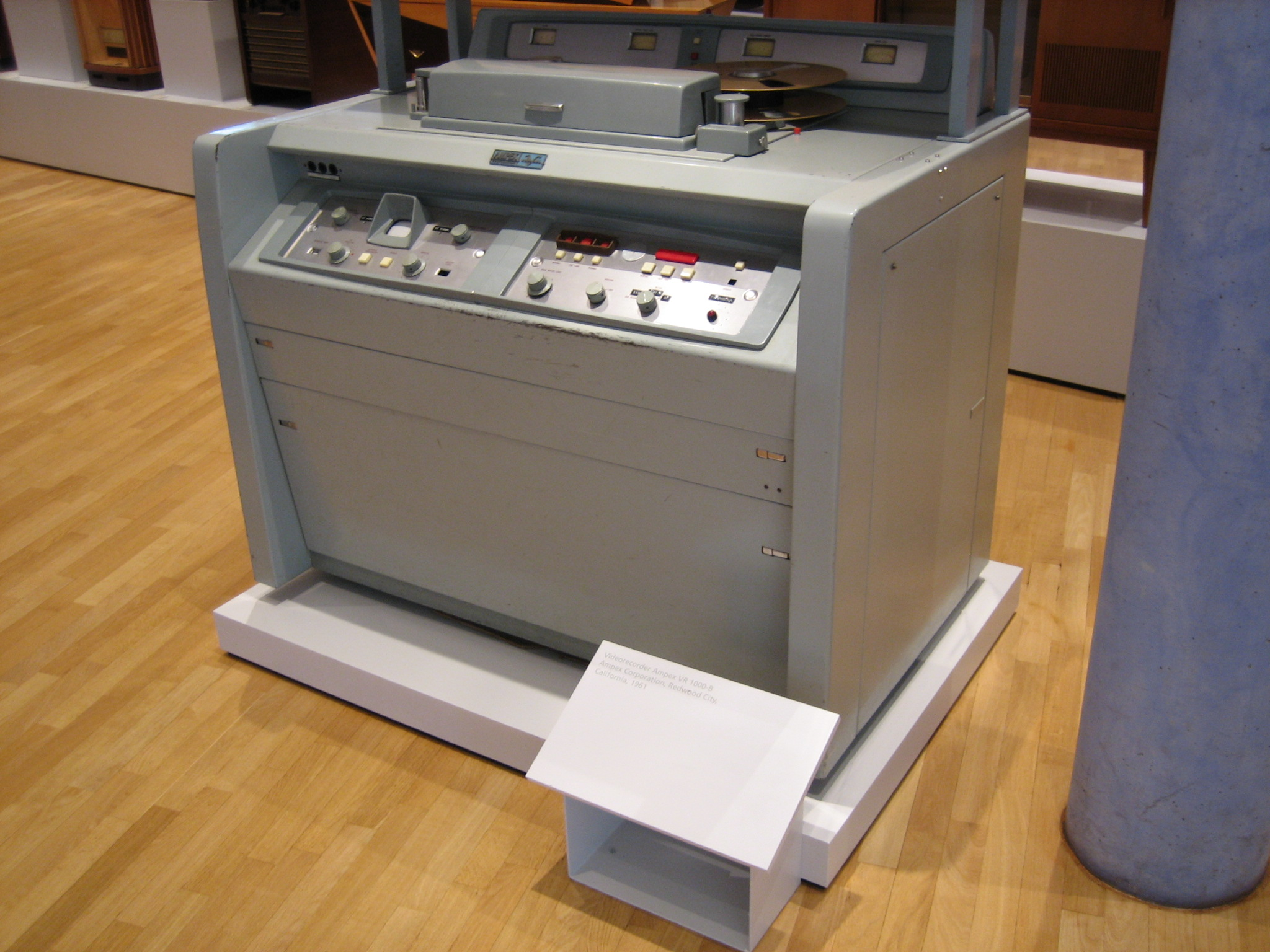
Видеомагнитофон модели 1000-B (1961)
Принцип работы поперечно-строчной видеозаписи
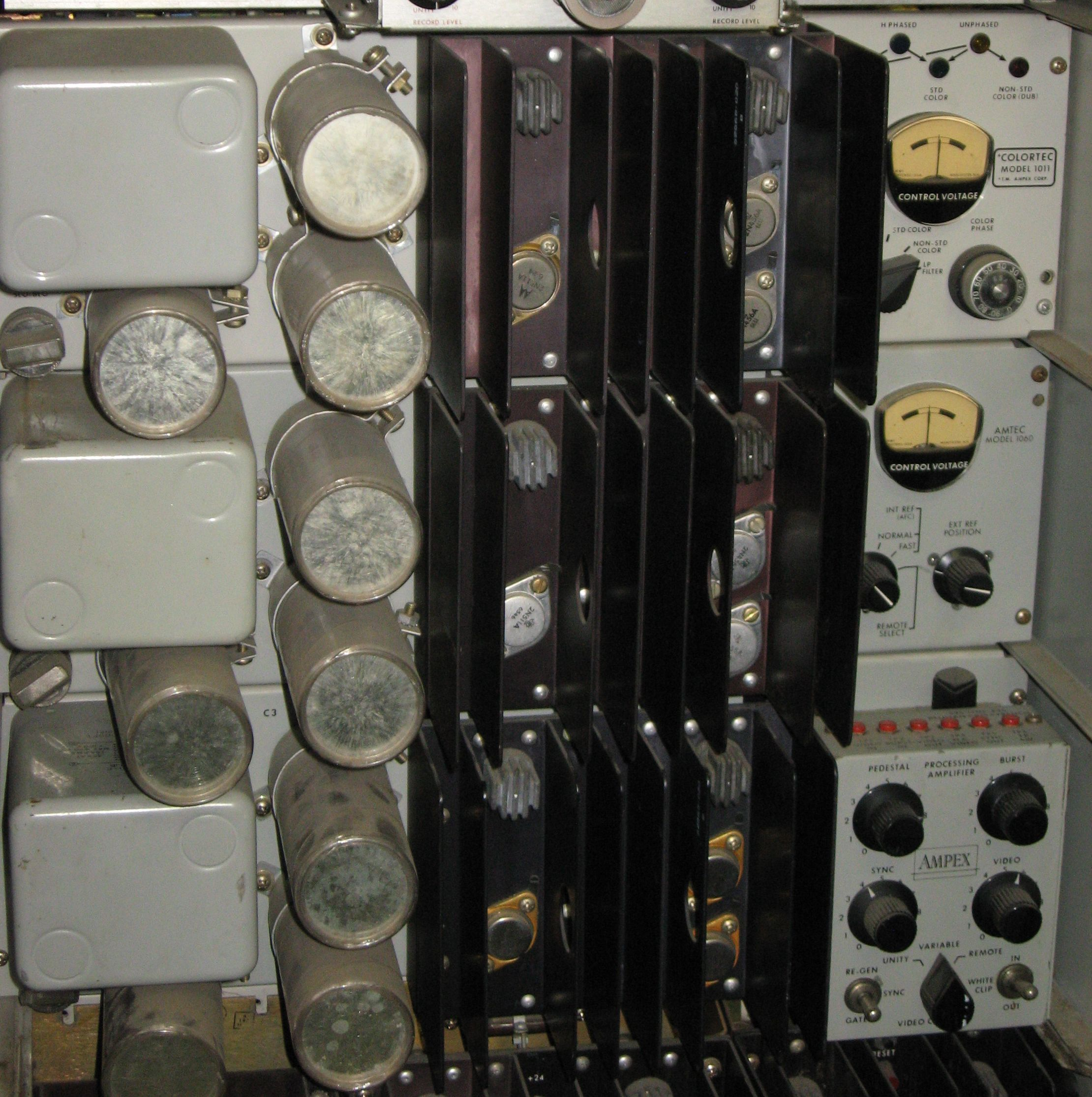
Ampex VR2000 с аппаратурой Amtec, Colortec и Procamp в DC Video
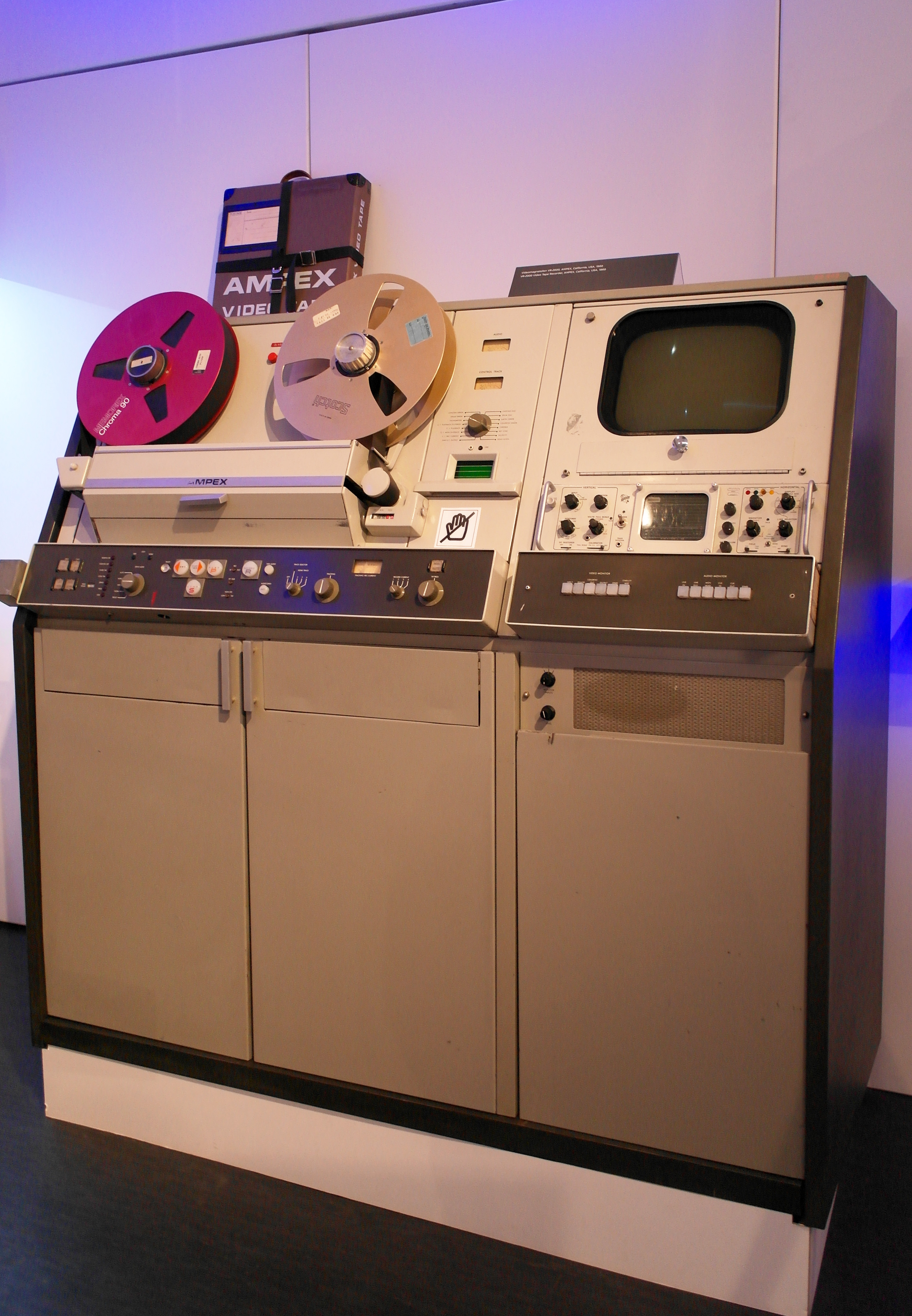
Видеомагнитофон Ampex VR-2000 (1960)
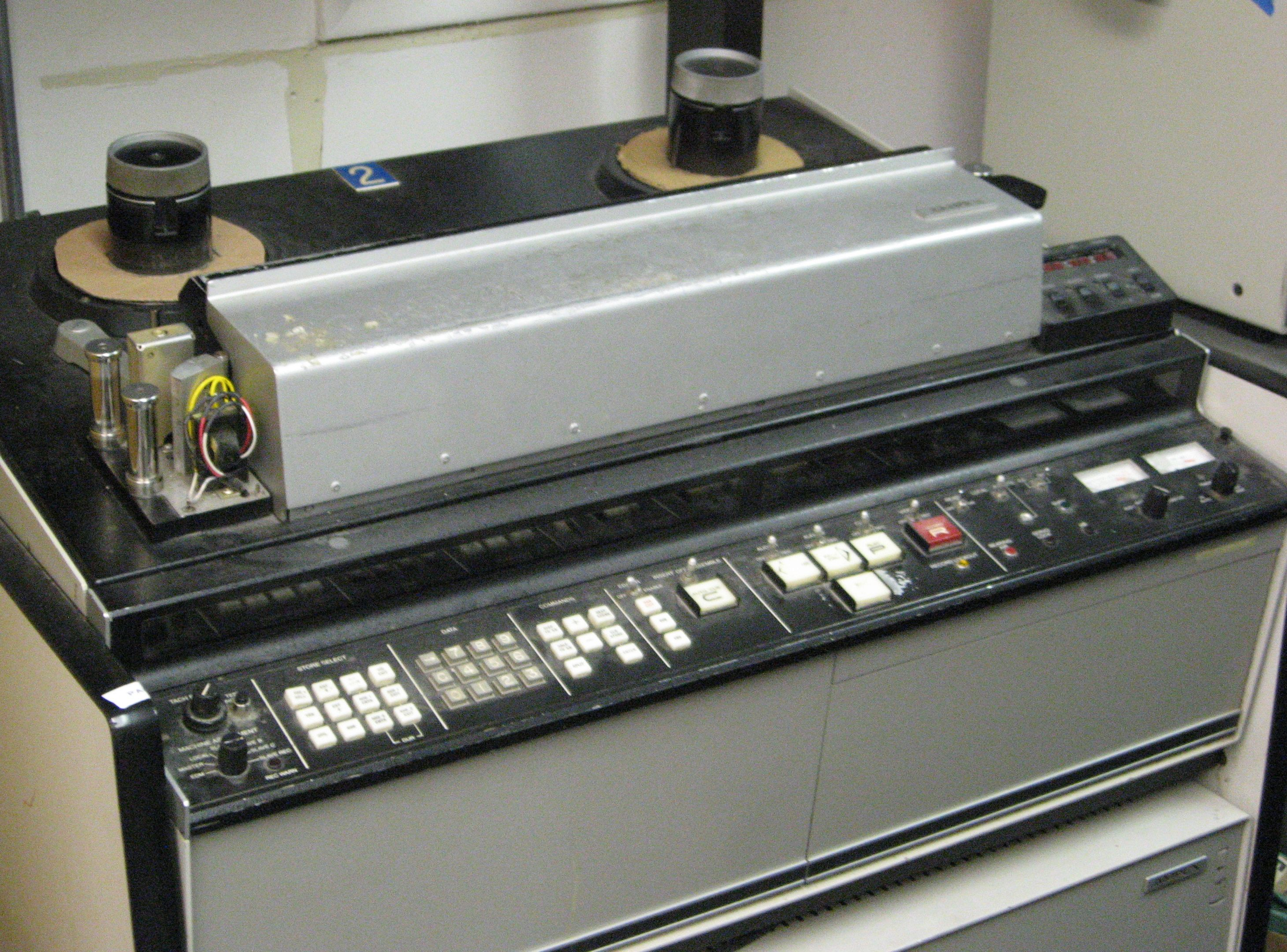
Видеомагнитофон Ampex AVR-2, работающий на 2-дюймовой (50,8 мм) ленте
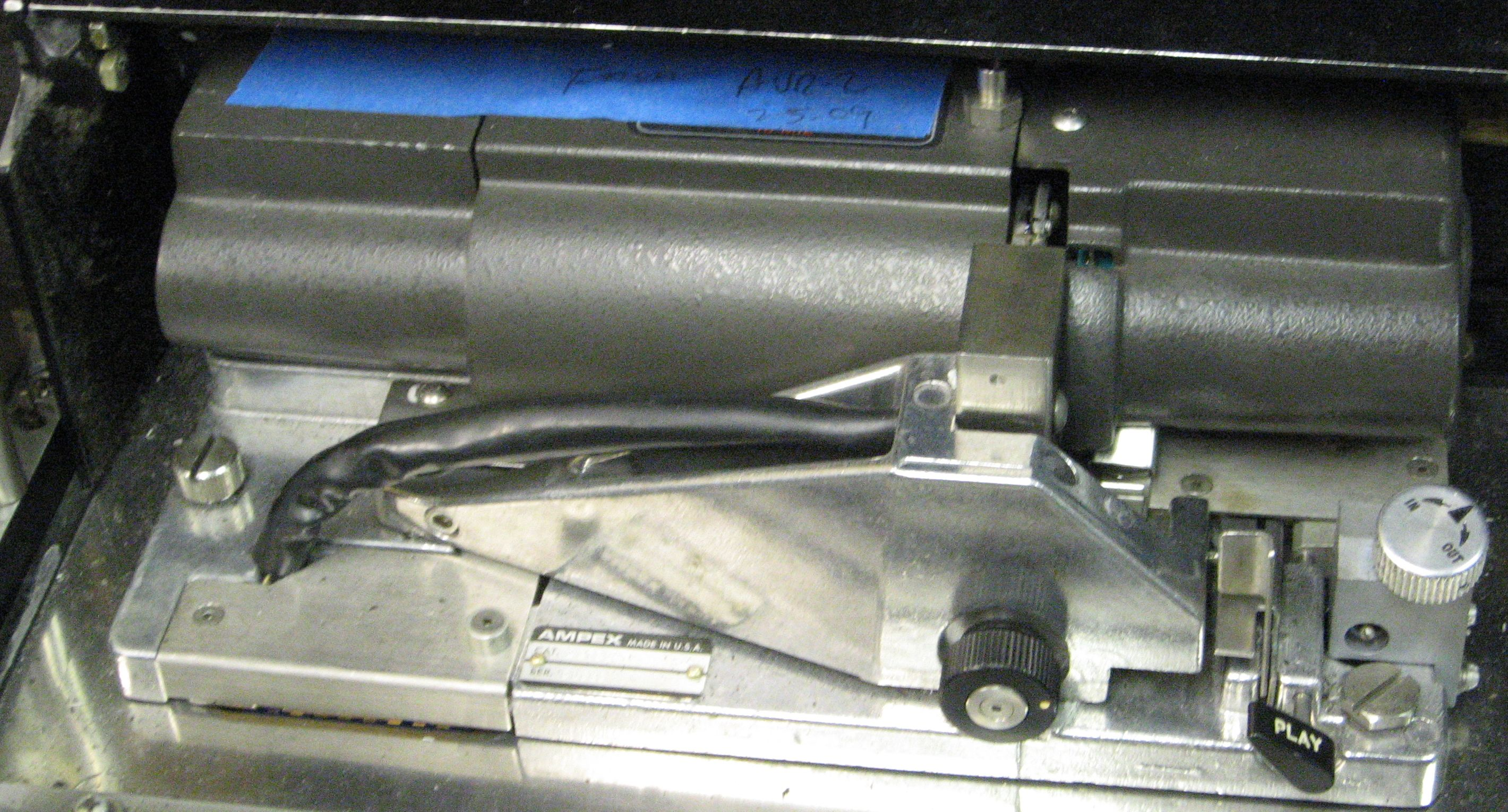
Сборка магнитных головок Ampex AVR-2
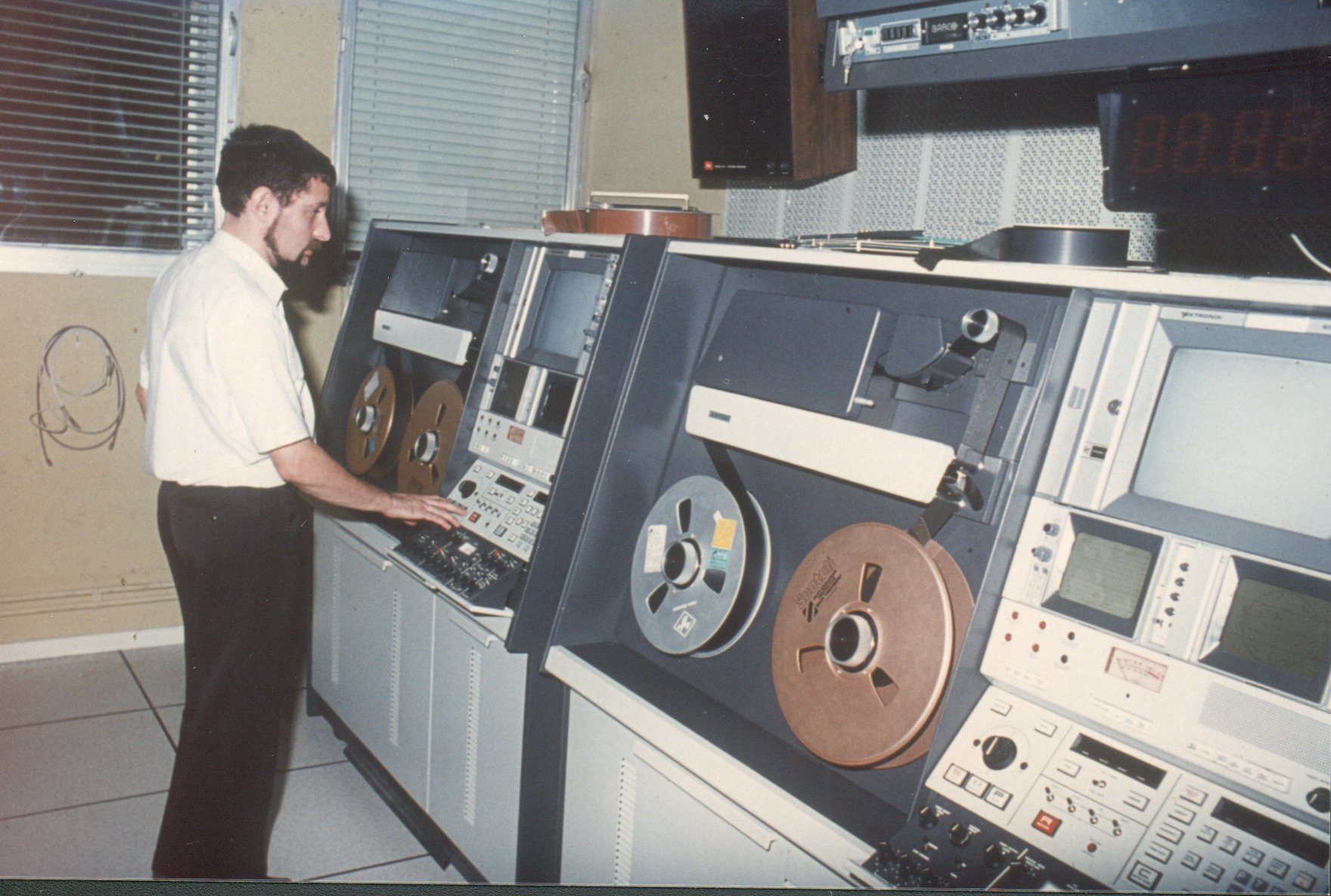
Видеомагнитофон Ampex AVR-3
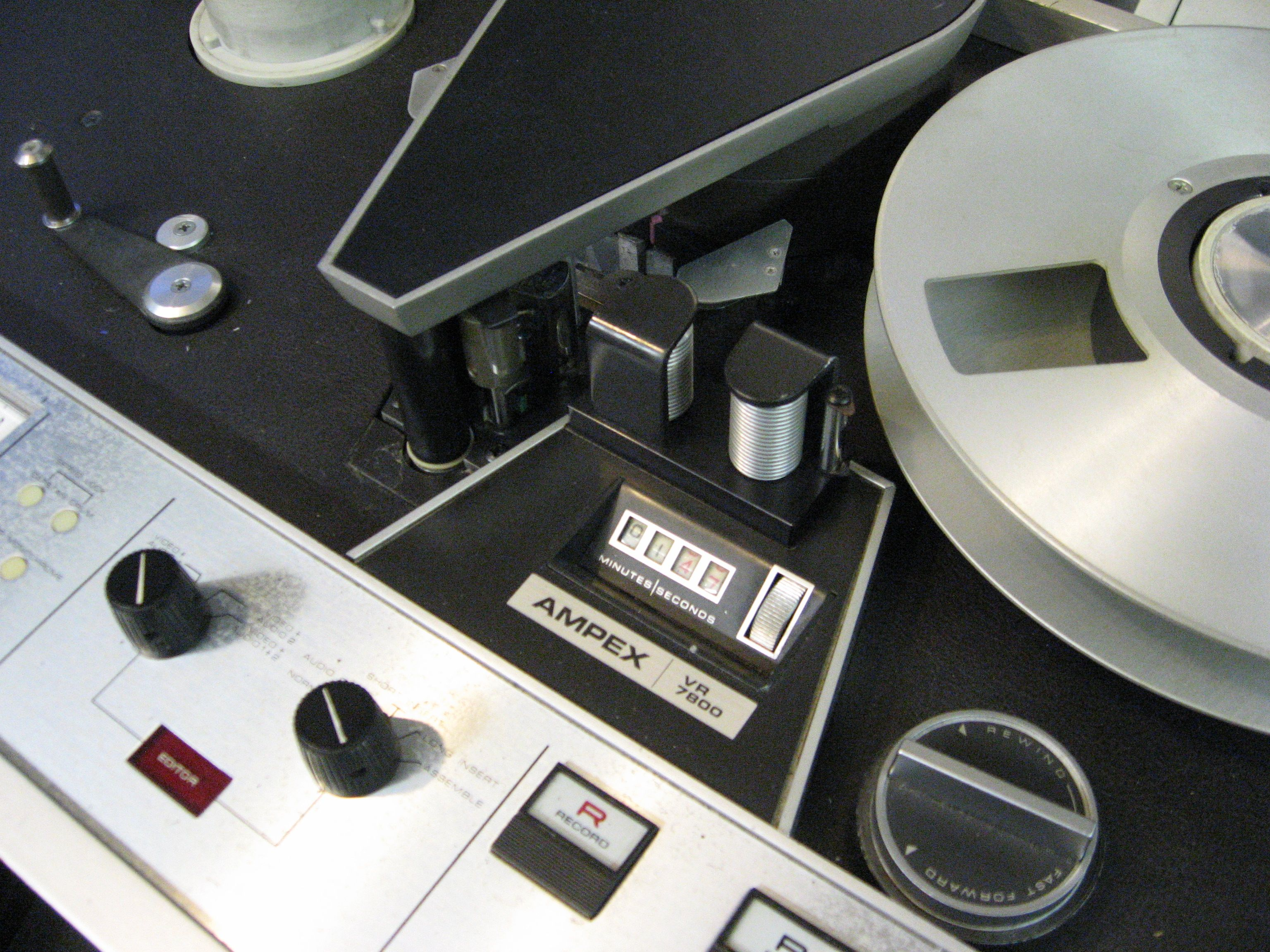
Видеомагнитофон Ampex VR8800, формат A
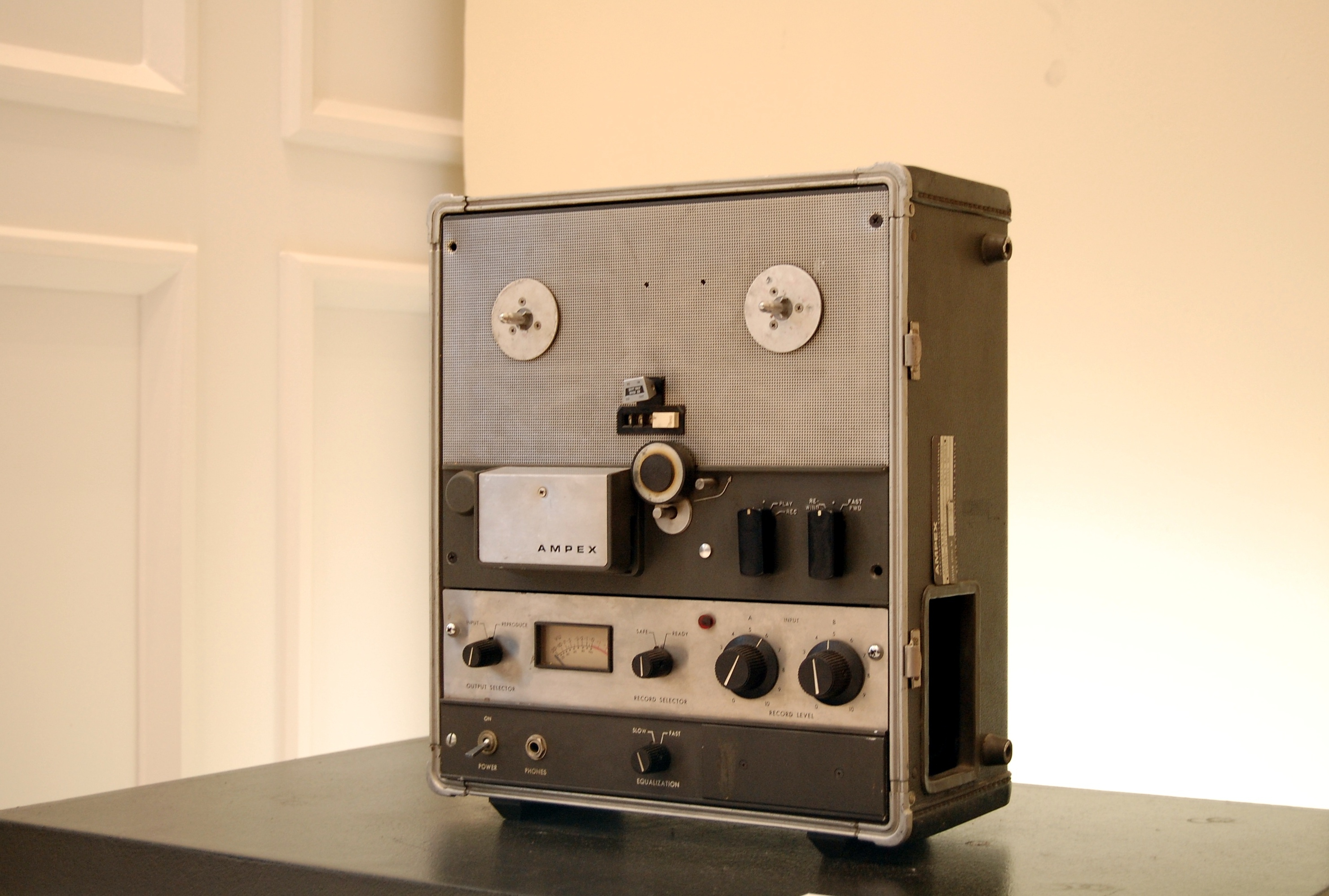
Переносной катушечный магнитофон Ampex
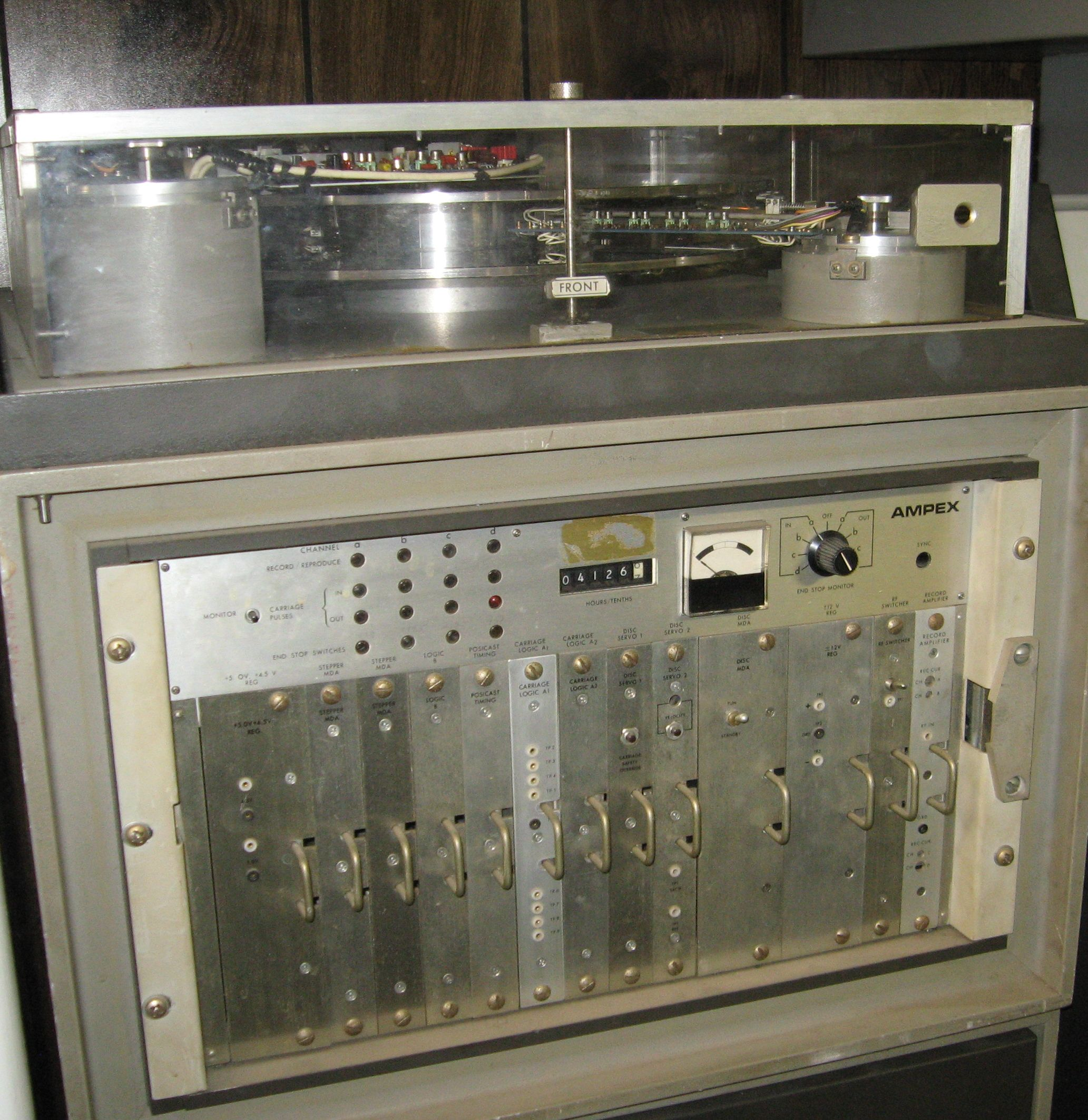
Аппарат Ampex HS-100 "ускоренной" съёмки
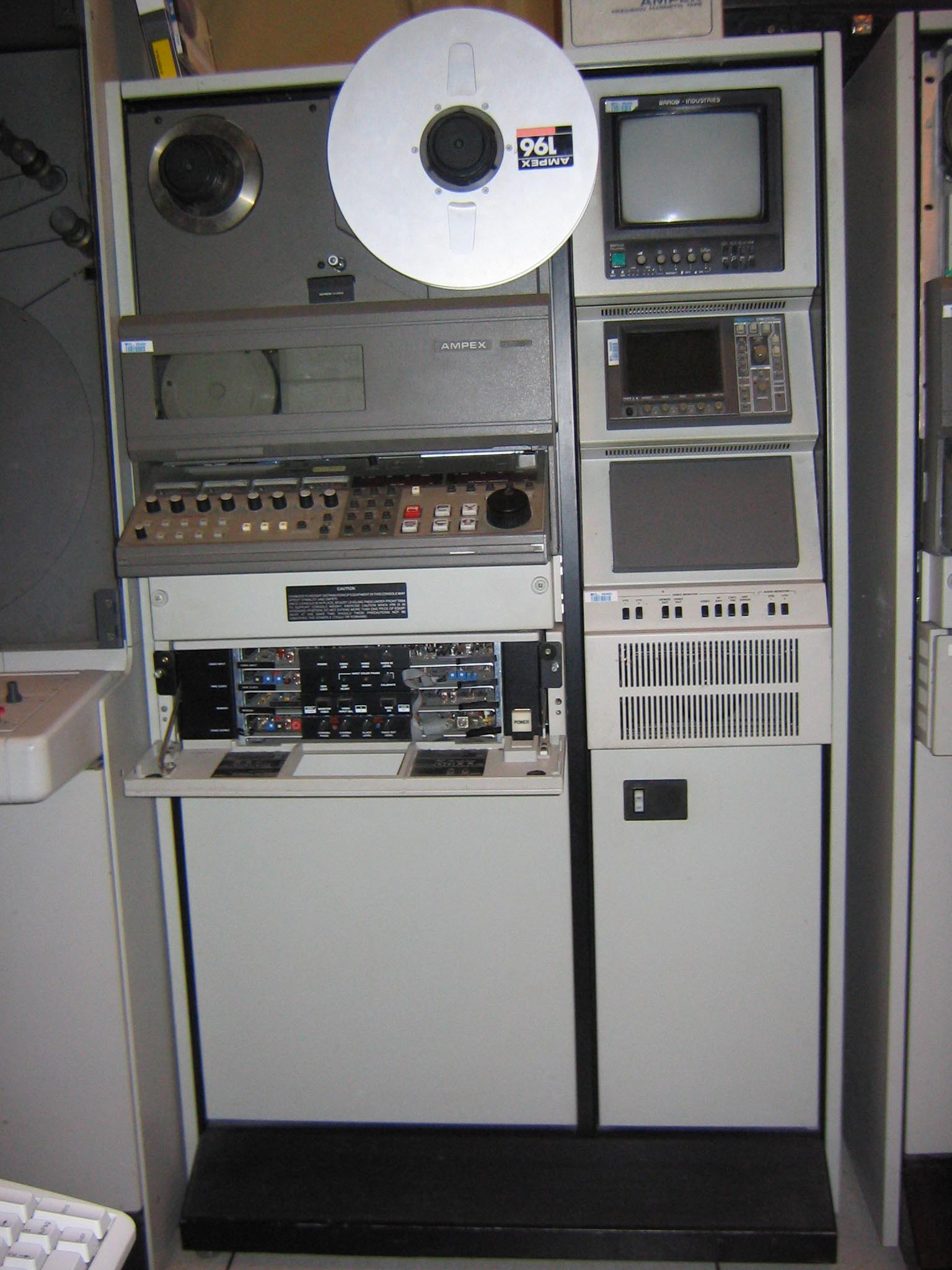
Видеомагнитофон Ampex VPR6
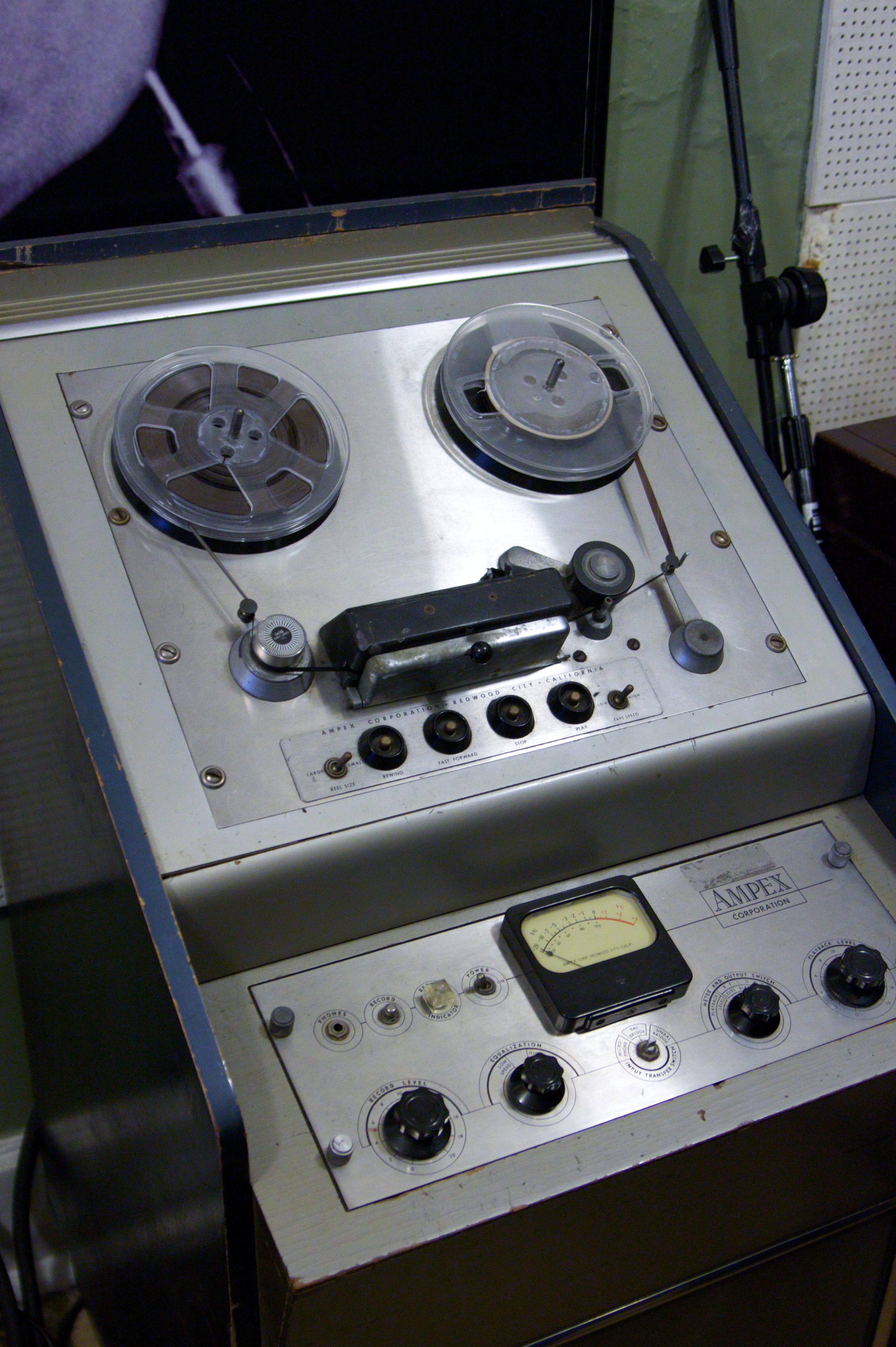
Катушечный магнитофон Ampex 350
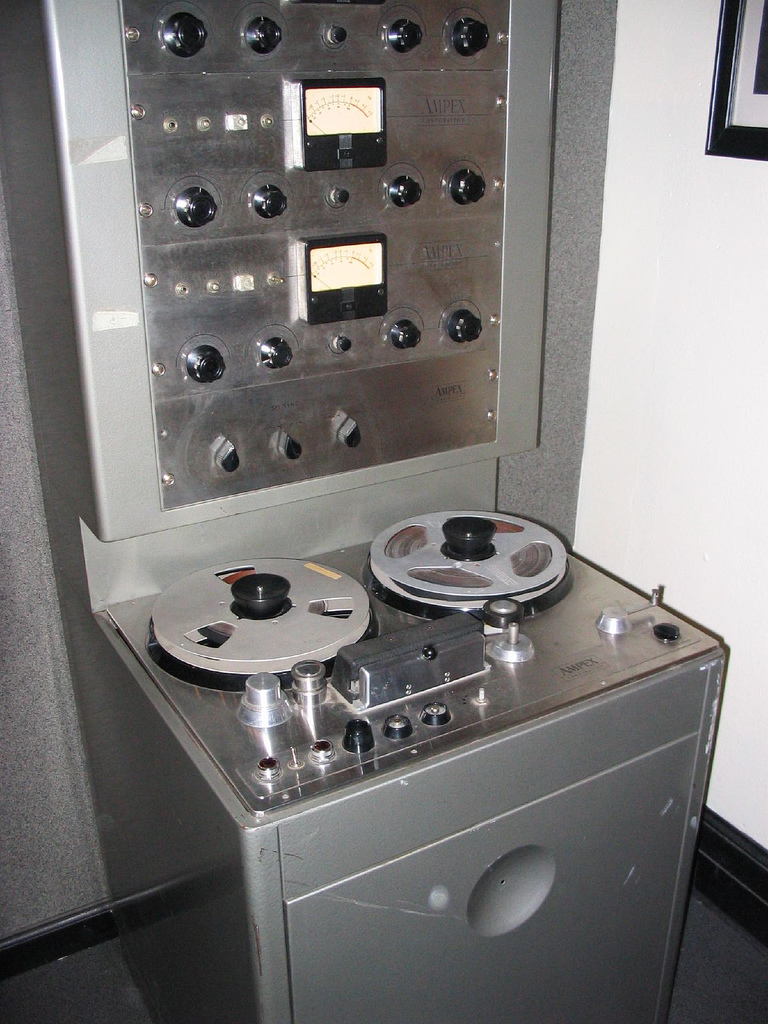
Катушечный магнитофон Ampex 300, 3-дор., лента шириной 1/2 дюйма (12,7 мм)
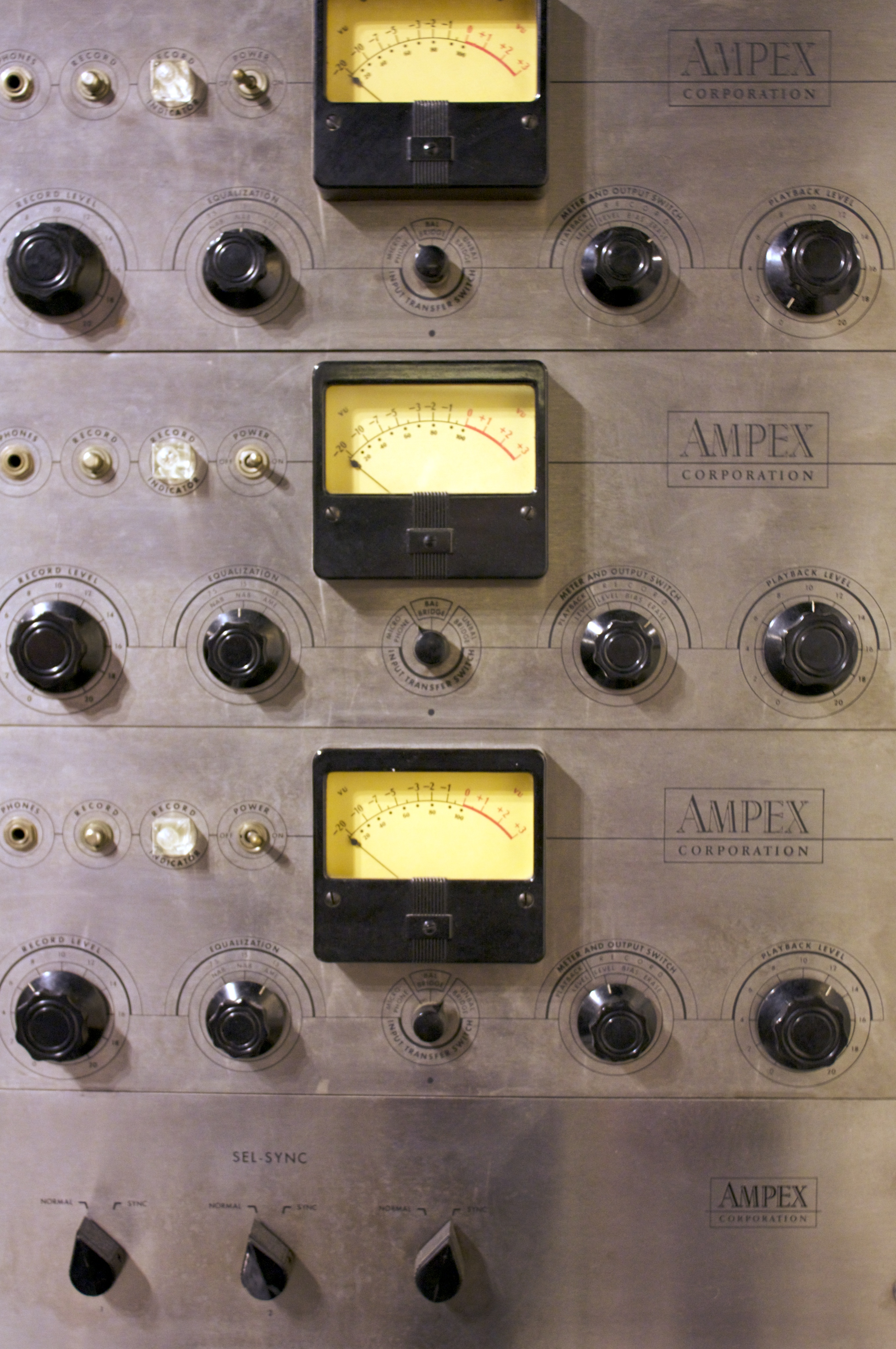
Магнитофон Ampex model 300 и блок селективной синхронной записи
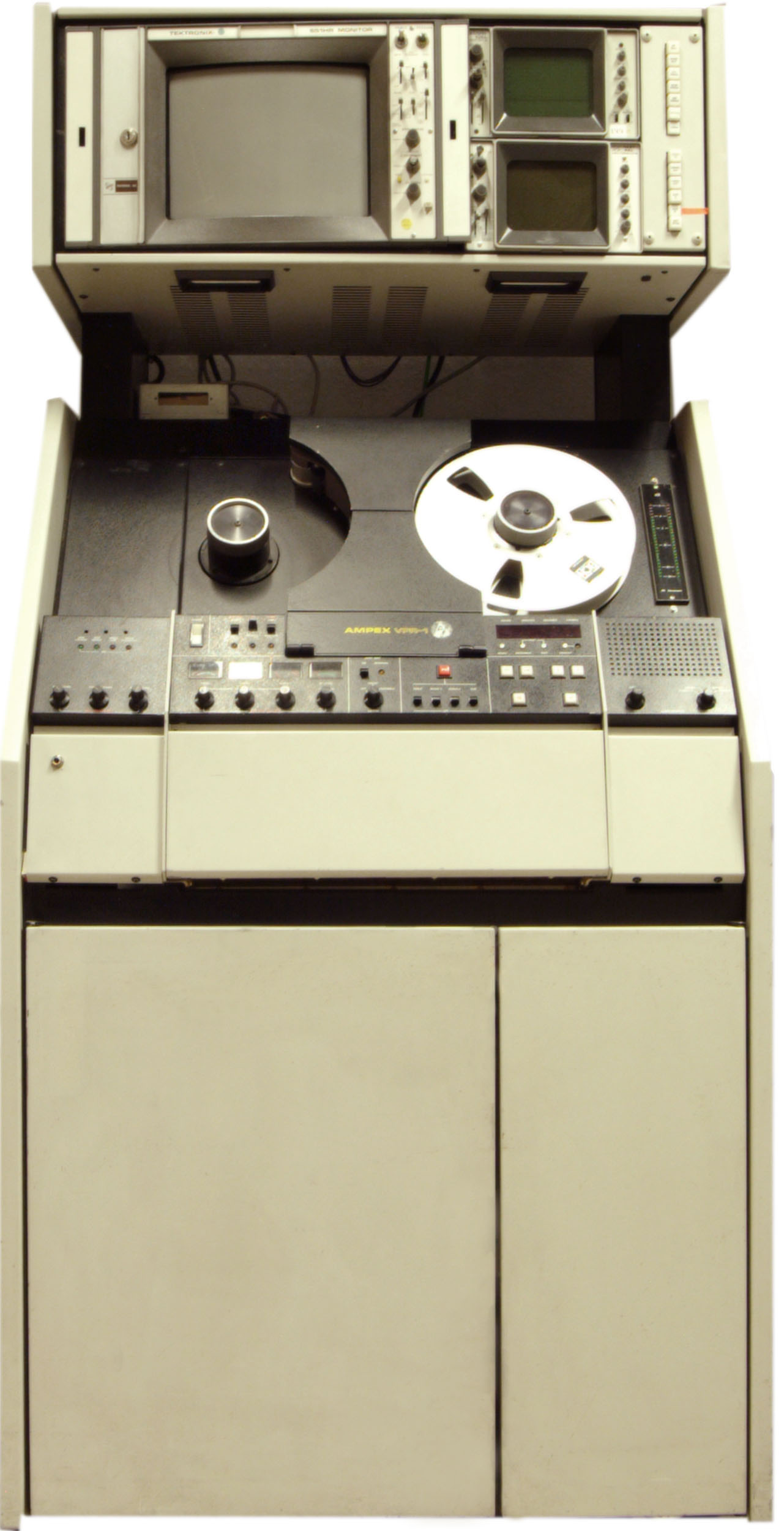
Видеомагнитофон Ampex VPR 1, формат А
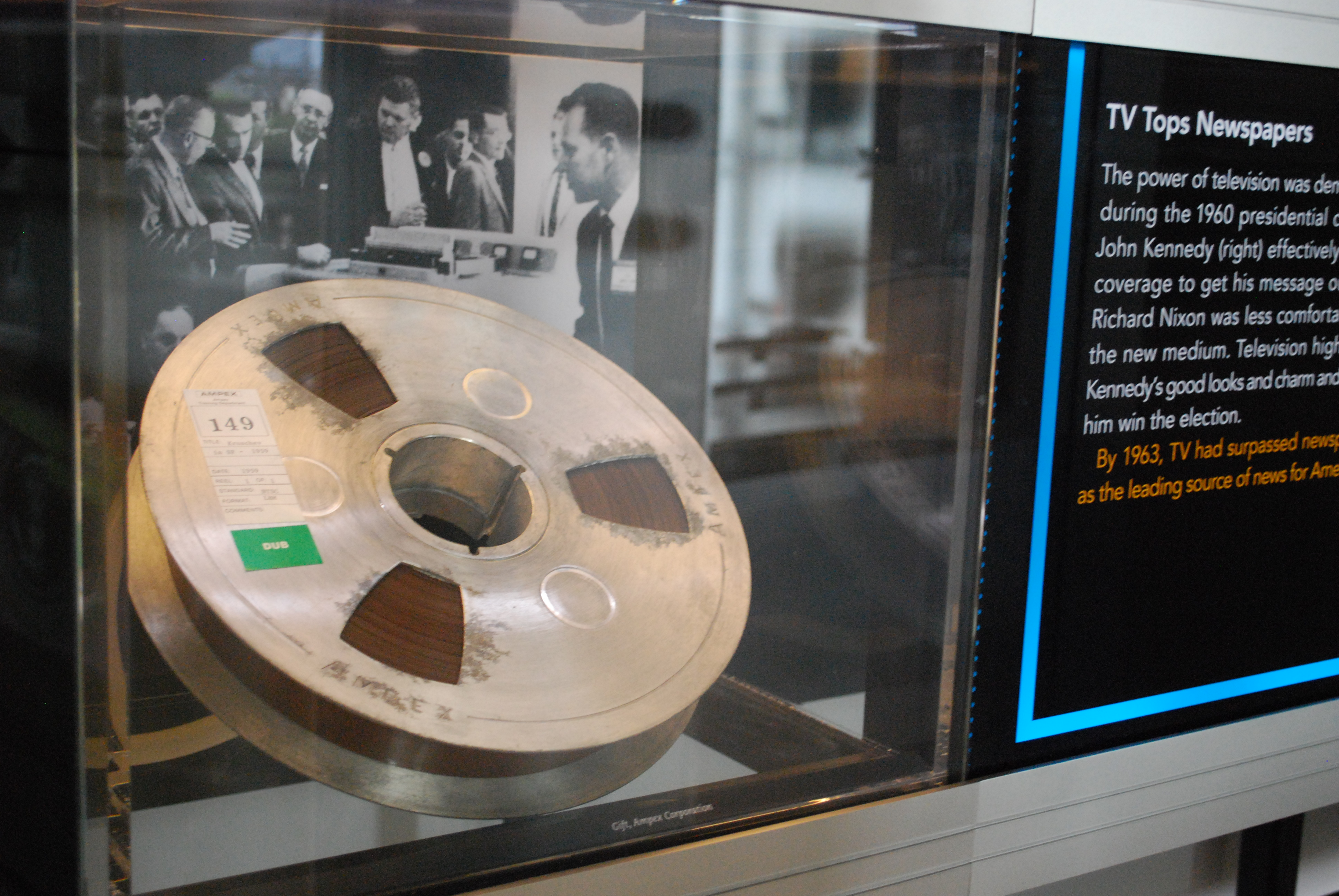
Магнитная лента Ampex для видеомагнитофонов, Национальный музей американской истории
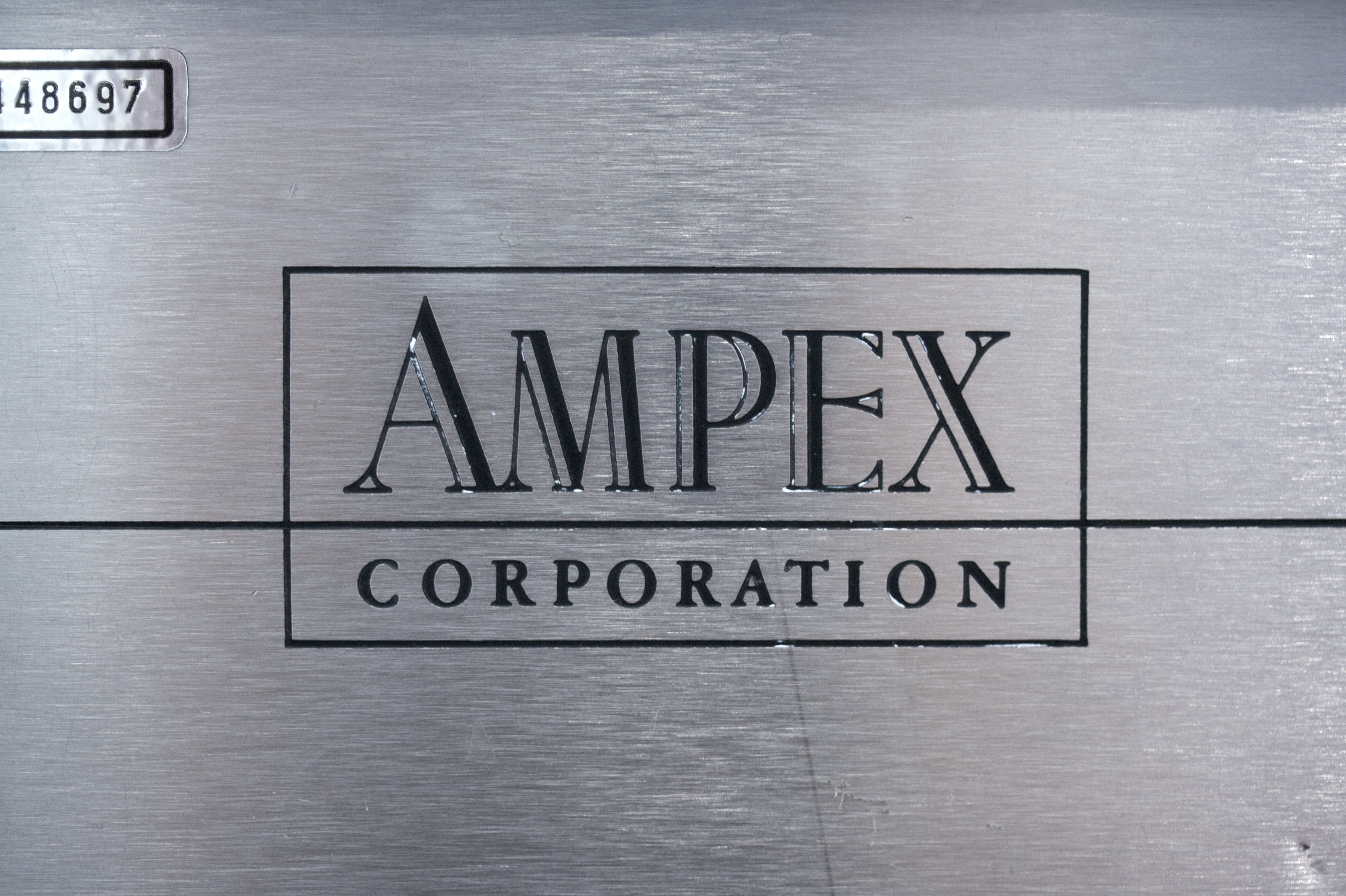
Логотип Ampex на аппаратуре